# Carnunto
Carnunto (in latino: Carnuntum; in greco antico: Καρνοῦς, Carnous), centro di origine celtica, fu in seguito un'importante fortezza legionaria (misurava 480 × 368 metri, pari a circa 17,6 ha) dell'Impero romano a partire dal 50 e sede della Flotta Pannonica, diventando anche sede, prima del governatore della Pannonia e poi (nel 103/106) della Pannonia superior; attualmente si trova in Austria, nel comune di Petronell-Carnuntum.

## Storia
Il centro era originariamente celtico; il nome deriva da kar- o karn-, che significa roccia.

### Da Augusto a Claudio (6 - 50 d.C.)

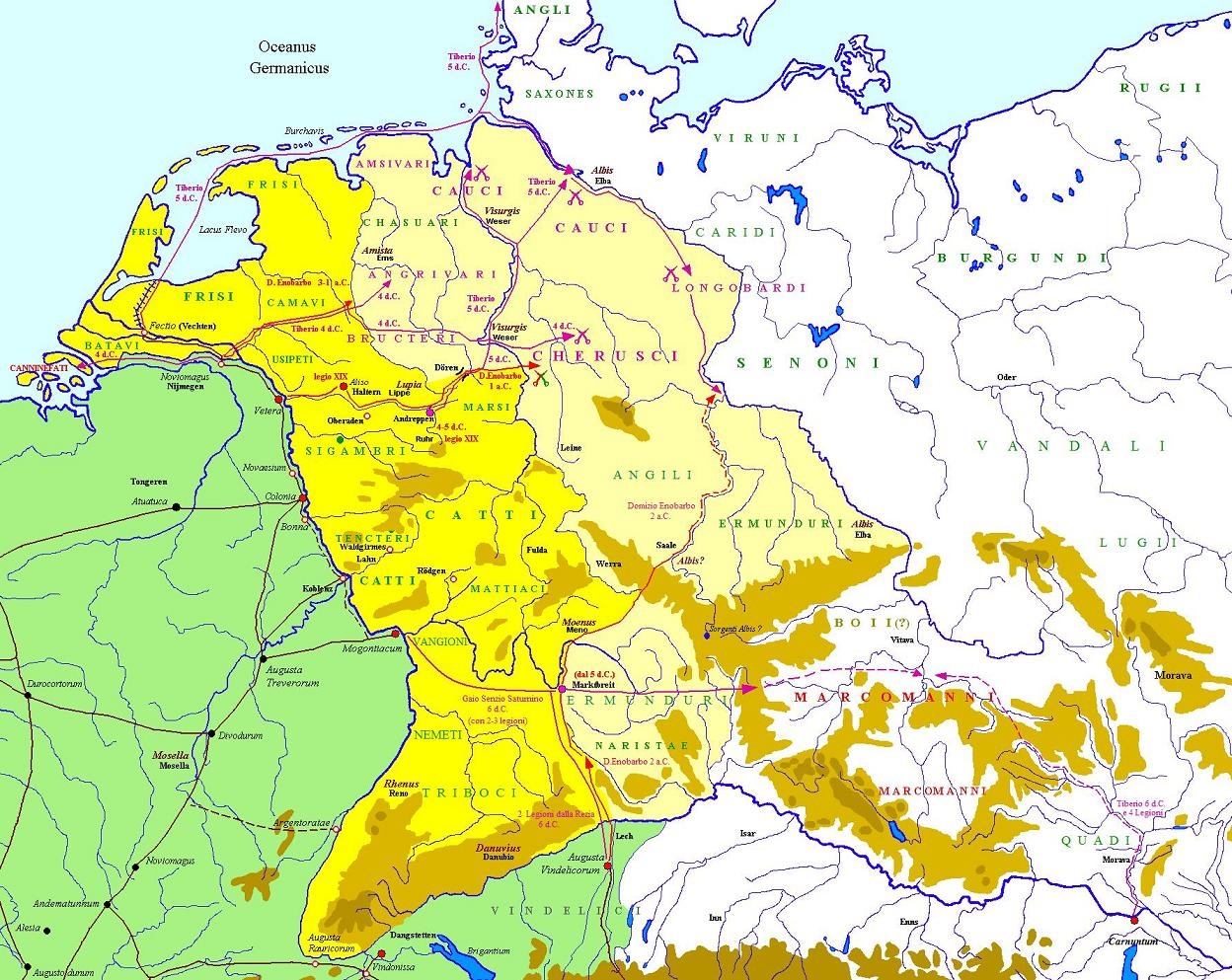
La campagna germanica di Tiberio e del suo legato, Gaio Senzio Saturnino, del 6 in Marcomannia contro le armate di Maroboduo ed il progetto di creare la nuova provincia di Germania Magna.

Sotto il principato di Augusto, fu base delle operazioni di Tiberio durante la sua campagna contro Maroboduo, re dei Marcomanni del 6.
Carnuntum cominciò a subire l'influenza latina a partire da un primo insediamento di un forte alla fine del regno di Augusto o agli inizi del regno di Tiberio attorno al 17-19, in coincidenza con la sconfitta subita da Maroboduo, in lotta con il principe dei Cherusci, Arminio. Dopo questi avvenimenti Maroboduo chiedeva asilo politico a Tiberio e veniva confinato a Ravenna.
È solo nel 50 che una legione, la XV Apollinaris, fu inviata ad affiancare il forte ausiliario di truppe di cavalleria in zona, come ci racconta Tacito, quando l'imperatore Claudio, pur rifiutando di intervenire direttamente in una nuova contesa tra i popoli germanici (si trattava di Quadi e Marcomanni, relativamente alla caduta del loro re Vannio), ordinò al governatore della Pannonia «di disporre una legione con un corpo scelto di ausiliari sulla riva del Danubio» per proteggere i perdenti e dissuadere la parte di barbari vittoriosi dalla tentazione di invadere la provincia pannonica. A questo periodo apparterrebbe un castrum ausiliario di ala quingenaria di cavalleria a 1,2 miglia a sud-ovest della fortezza legionaria.

### Ilcastrumlegionario dal 50 al IV secolo

Mappa della disposizione delle legioni romane nel 50: a Carnuntum era di stanza la Legio XV Apollinaris.

Le legioni che qui risiedettero furono:
- la legio XV Apollinaris presumibilmente dal 50 al 113, anno in cui fu inviata in Oriente per le campagne di Traiano contro i Parti, per poi rimanere in Cappadocia;
- la Legio X Gemina, che sostituì temporaneamente la XV Apollinaris, partita per le campagne di Corbulone e di Tito in Armenia e Giudea dal 63 al 70.
- la Legio XIIII Gemina che qui rimarrà fino al IV secolo.

La città, già fortezza legionaria, con la divisione della Pannonia in Inferiore e Superiore operata da Traiano nel 103-104, divenne la capitale di quest'ultima provincia, al centro di un sistema di fortificazioni, che da Vindobona (oggi, Vienna) a Brigetio (l'odierna Szőny) controllava l'intero corso del medio Danubio.

### Da Adriano alle guerre marcomanniche

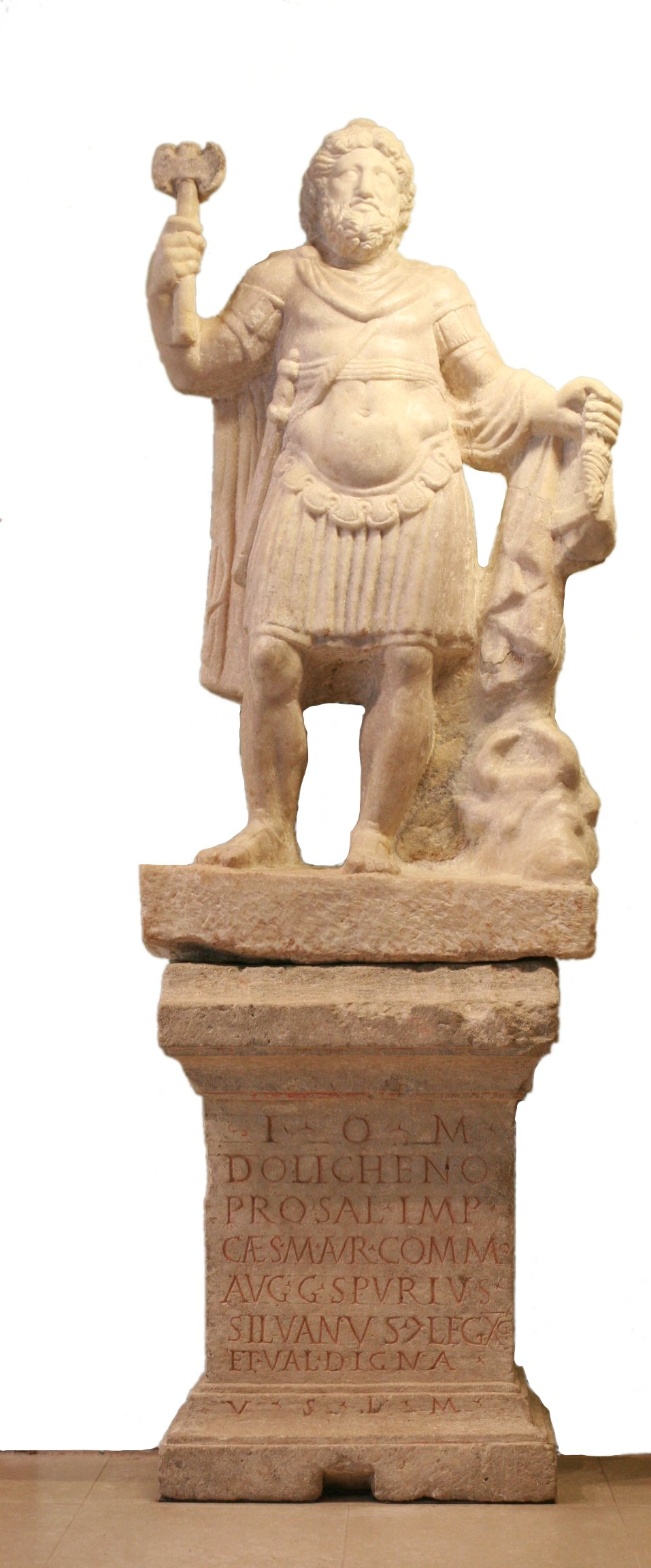
Statua di Giove Dolicheno con stele funeraria dedicata a Commodo da parte di un centurione romano della legio X Gemina.

Elevata allo status di municipio da Adriano, ricevette il nome di Aelium Carnuntum, essendo "Elia" il nome della gens dell'imperatore. L'importanza della città, sede anche di un fiorente mercato dell'ambra destinata all'Italia, è attestata anche dalla presenza di due imperatori: 
- Marco Aurelio che qui soggiornò per tre anni (dal 171 al 173) in occasione delle sue campagne contro Marcomanni e Naristi (Guerre marcomanniche), ed ancora nel 178 come attestato nel secondo libro dei suoi Colloqui con sé stesso;
- Settimio Severo che qui fu governatore della provincia Superiore quando, nel 193, fu proclamato imperatore dalle sue truppe.

### Dai Severi alla crisi del III secolo
Sotto i Severi (193-235), Carnuntum ebbe un momento di vero boom economico, raggiungendo le dimensioni massime del suo abitato (canabae) intorno alla fortezza legionaria. Con l'avvento di Caracalla, fu elevato a colonia il centro civile di Carnuntum (Colonia Septimia Aurelia Antoniana) insieme a quello di Brigetio. Nel 260, durante il regno dell'imperatore Gallieno, le armate pannoniche si ribellarono al potere centrale eleggendo l'usurpatore Regaliano, il quale istituì una zecca che coniò monete raffiguranti lo stesso e la moglie Sulpicia Dryantilla. Fu poco dopo ucciso dai suoi stessi soldati probabilmente a Carnuntum.

### Il IV e V secolo
Nel novembre del 308 la città fu sede del cosiddetto convegno di Carnunto, a cui parteciparono l'allora Augusto Galerio, Massimiano e Diocleziano, i due precedenti Augusti, nel tentativo di risolvere la crisi in cui versava l'istituto della Tetrarchia, come testimonia un'iscrizione di quell'anno qui rinvenuta che recita:
La città subì una pesante distruzione nel 374, a causa di una nuova incursione di Quadi e Iazigi, costringendo l'imperatore Valentiniano I, a programmare in territorio germanico, proprio dalla fortezza legionaria di Carnuntum, una spedizione dimostrativa che si rivelò assai felice. Nel corso di questa campagna militare, entrambe le fortezze legionarie di Brigetio e Carnuntim furono rinnovate per l'ultima volta, pur non tornando più agli antichi splendori, tanto che Carnuntum perse le proprie funzioni di centro militare a favore della vicina Vindobona. Valentiniano I morì, al termine delle sue campagne militari contro i Quadi nel 375, come ci racconta Ammiano Marcellino.
Sono state, infine, individuate tracce di antichi insediamenti databili alla prima metà del V secolo, all'interno dell'ex campo militare dove probabilmente si era ritirata la maggior parte della popolazione civile, che potrebbe aver abbandonato questo nuovo sito solo nella seconda parte del secolo.

### Durante il Medioevo
Durante il Medioevo fu occupata dagli Slavi (che la chiamavano Carantano e vi accolsero l'esule longobardo Arnefrido), prima di essere definitivamente distrutta dagli Ungari.

## Archeologia del sito
Fino al XVIII secolo molte delle antiche rovine furono rimosse, poiché costituivano un ostacolo naturale all'utilizzo agricolo dei campi circostanti l'area archeologica. Il marmo fu utilizzato per la produzione di calce. A partire dal 1850 gli scavi, tuttavia, cominciarono a raccogliere principalmente i reperti di maggior valore, mentre le strutture insediative che sporgevano erano per lo più ricoperte di terra o demolite. Dal 1877 fino allo scoppio della seconda guerra mondiale cominciarono in modo scientifico le indagini archeologiche su larga scala, che si concentrarono inizialmente sulla fortezza legionaria e, in misura minore, sulle canabae tutte intorno; dal 1950 le indagini archeologiche si spostarono sull'abitato civile.

### La fortezza legionaria

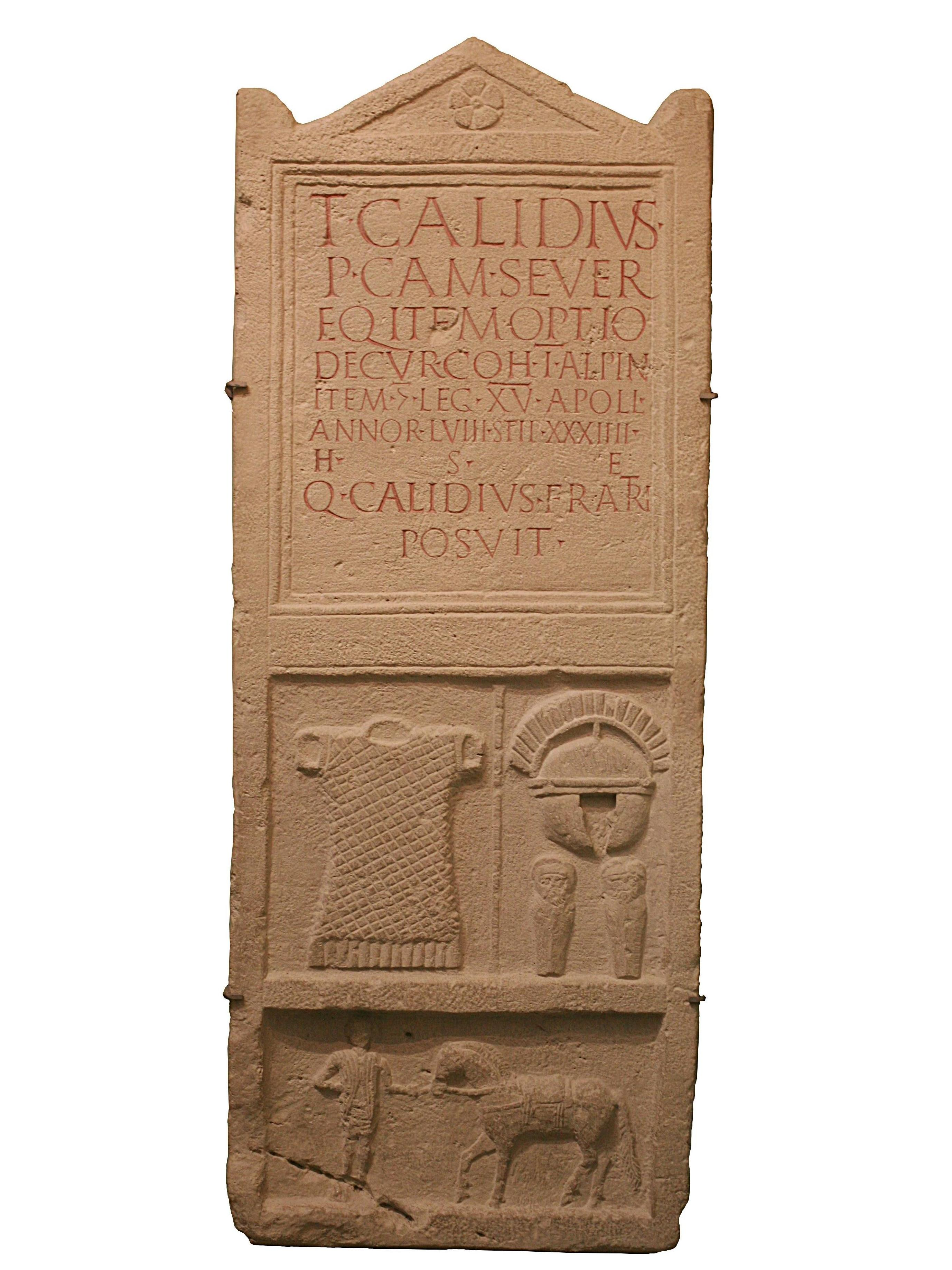
Stele funeraria di un certo Titus Calidius della legio XV Apollinaris.

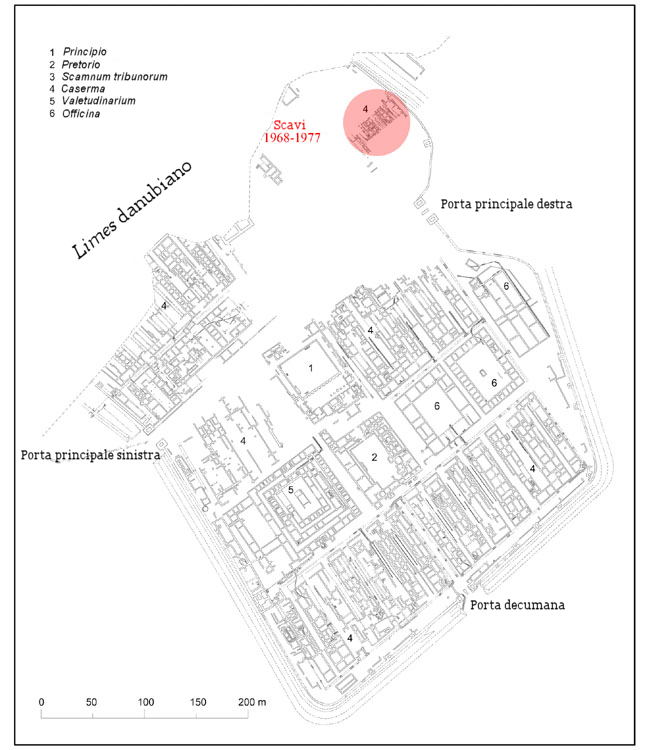
Pianta della fortezza legionaria di Carnuntum, costruito nel 50 circa sotto l'imperatore Claudio.

La fortezza legionaria di Carnuntum fu costruita nel 50 circa insieme al castrum ausiliario di Arrabona (Győr) dalla legio XV Apollinaris, e rimane il più antico sito militare noto lungo il limes pannonicus. Entrambi i campi si trovavano lungo una rete di collegamenti stradali della provincia pannonica che conducevano nell'interno con Savaria, la più antica colonia della Pannonia, che poi continuava lungo la via dell'ambra fino a Poetovio e da lì fino in Italia ad Aquileia. Le dimensioni della fortezza erano di 480x368 metri, pari a 17,60 ha. Questo accampamento era la sede del legatus legionis ma non del Legatus Augusti pro praetore della Pannonia superiore, che risiedeva invece in un palazzo nelle vicine canabae.
L'accampamento si trova attualmente in località Petronell-Carnuntum, su terreni in gran parte di tipo agricolo, offrendo eccellenti opportunità per future indagini archeologiche del sito, come la misurazione geofisica e le fotografie aeree. Il campo aveva un perimetro irregolare con tutto intorno un fossato. Il fronte esposto a nord del campo, si trova poi affacciato sul vicino Danubio.
I primi scavi in modo sistematico risalgono al periodo 1877-1914, i quali misero in evidenza gran parte dell'originale struttura del campo militare (di quasi 18 ettari), dell'epoca traianea della legio XIV Gemina qui di stanza in sostituzione della XV Apollinaris partita per il fronte orientale. Fu così scavato gran parte della fortezza, i Principia (1), il Praetorium (2), l'ospedale militare (Valetudinarium, nella foto qui a fianco il n.5), tre delle sei case dei tribuni militari (3) e tre edifici commerciali di grandi dimensioni nella metà orientale del campo. Gli ultimi scavi risalgono invece ad anni più recenti (1968-1977) a cura dell'Accademia Austriaca delle Scienze in collaborazione con l'Istituto Austriaco Archeologico.

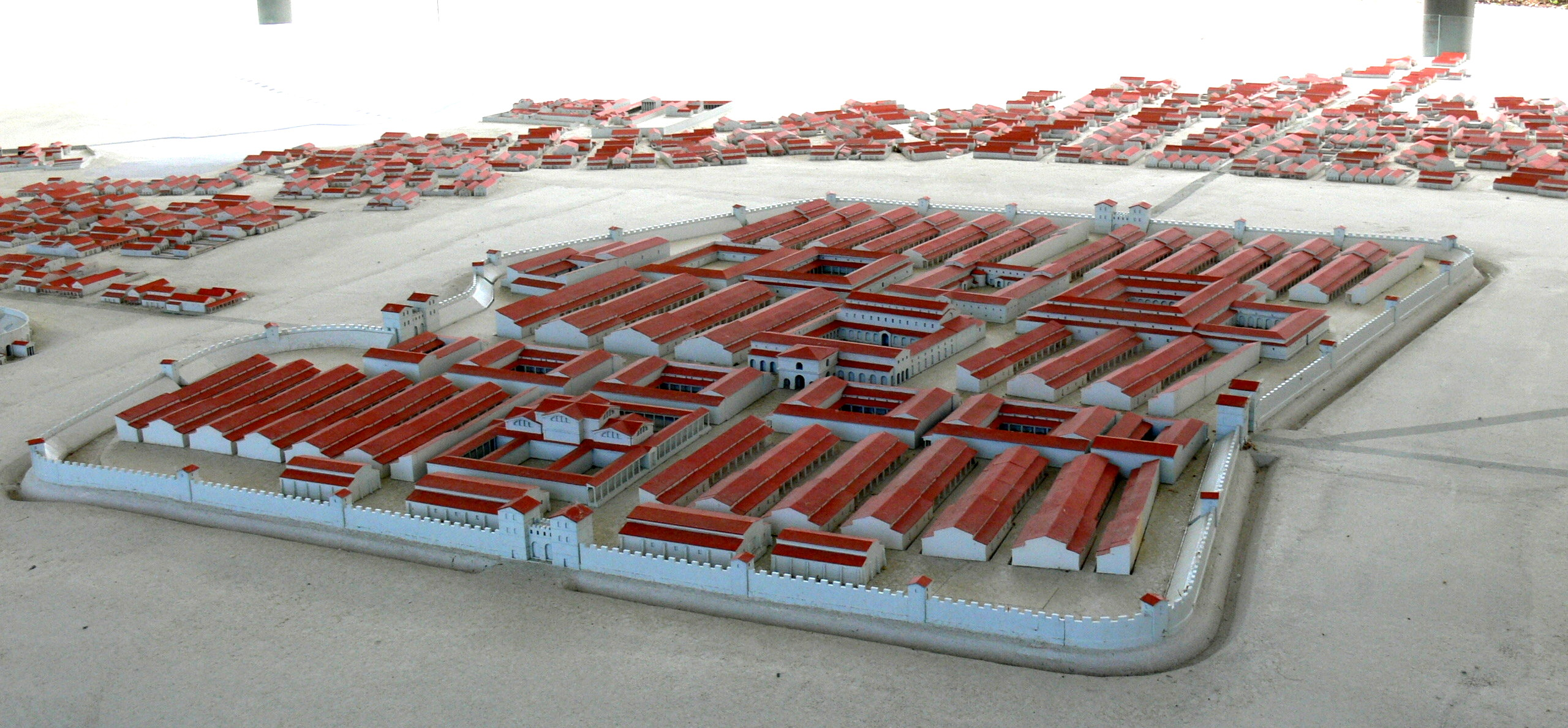
Modellino dell'antica fortezza legionaria di Carnuntum (1)
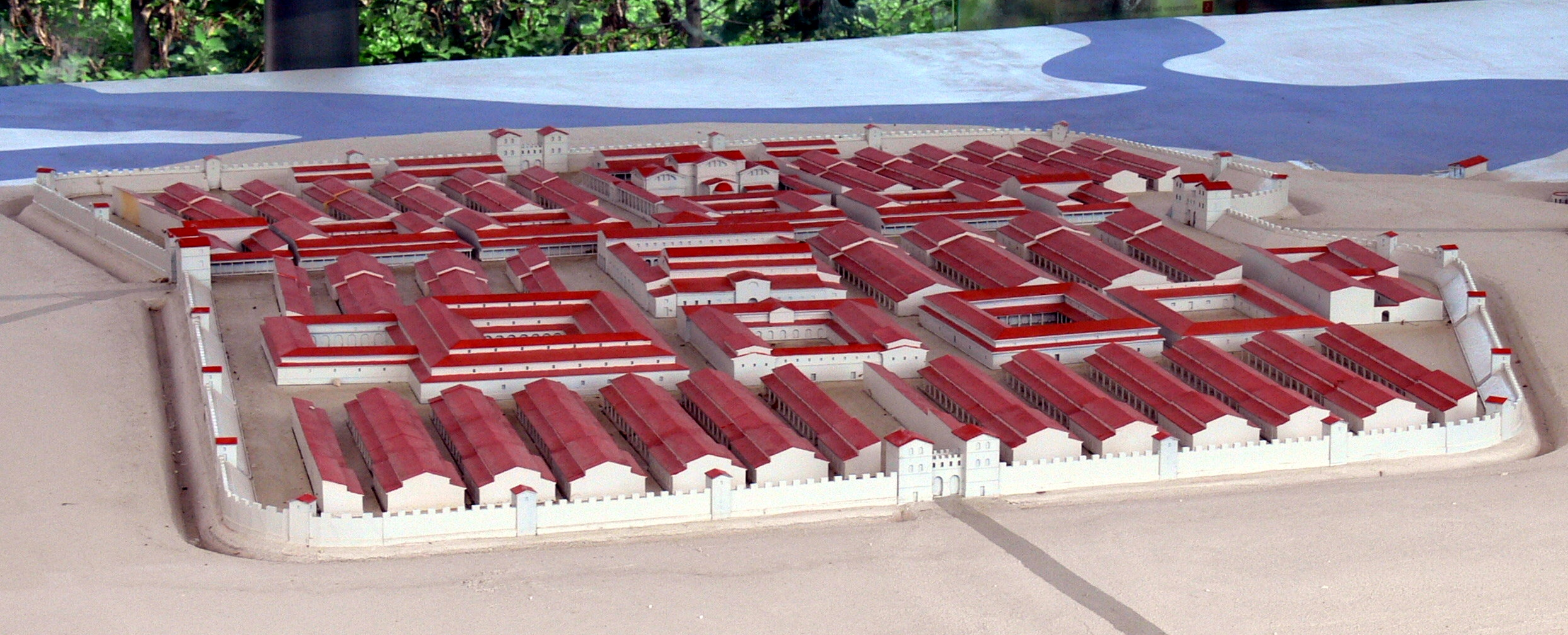
Modellino dell'antica fortezza legionaria di Carnuntum (2)

### Canabae legionis
Le canabae legionis, circondavano l'accampamento legionario di Carnuntum su tre lati ed erano percorse da tre importanti strade:
1. la strada del cosiddetto limes pannonicus che attraversava l'abitato civile da Ovest fino a congiungersi con la Via principalis della fortezza legionaria, parallela al Danubio;
2. la strada che attraversava le canabae nella sua parte sud-orientale dalla porta decumana e proseguiva verso il forte di Gerulata (Rusovce);
3. la cosiddetta via dell'ambra che dalla Porta principalis sinistra del campo legionario, conduceva verso sud a Scarbantia, Savaria e Poetovio fino in Italia ad Aquileia, lungo la quale sono stati trovate numerose lapidi funerarie.

Al centro della vita sociale ed economica delle canabae vi era come spesso accadeva in altri centri del genere, un grande forum (piazza) di 225,6 x 182 metri, circondata da alti colonnati lungo l'angolo sud-ovest del campo. Si affacciava poi direttamente sul Danubio il palazzo del governatore (Praetorium), che a causa di continue frane del vicino argine del fiume, è stato in buona parte smantellato. Sul lato orientale delle canabae vi era poi un anfiteatro militare di 97,55 × 76,40 metri a circa 110 metri dal lato nord-est del campo militare, con l'ingresso principale che conduceva al santuario dedicato a Nemesi. Vi era, infine, sempre ad est della fortezza legionaria, un grosso impianto termale, un santuario dedicato a Liber e Libera ed un tempio dedicato ad una divinità eliopolitana.

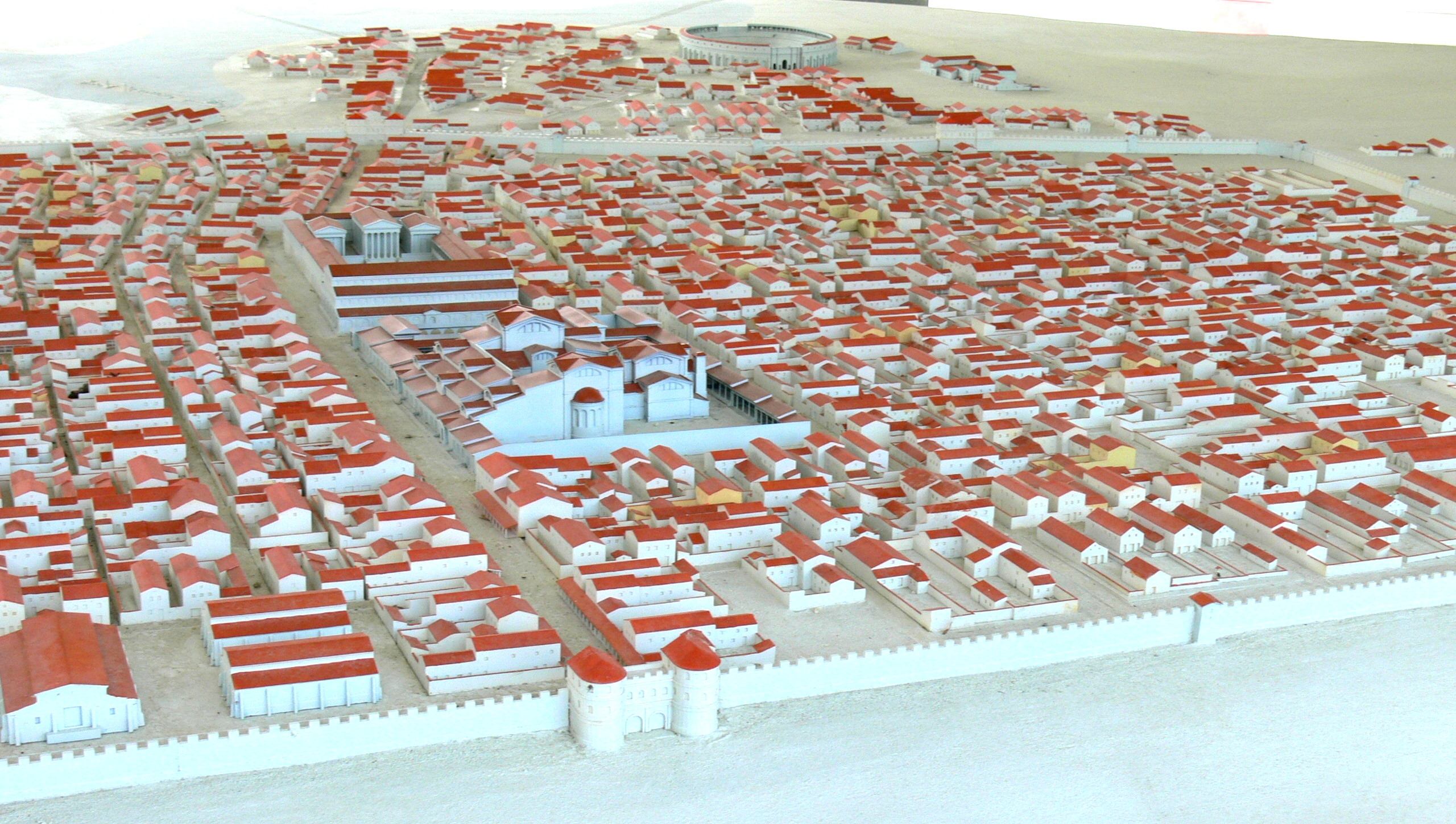
Modellino delle antiche canabae (centro civile) nei pressi della fortezza legionaria di Carnuntum (1)
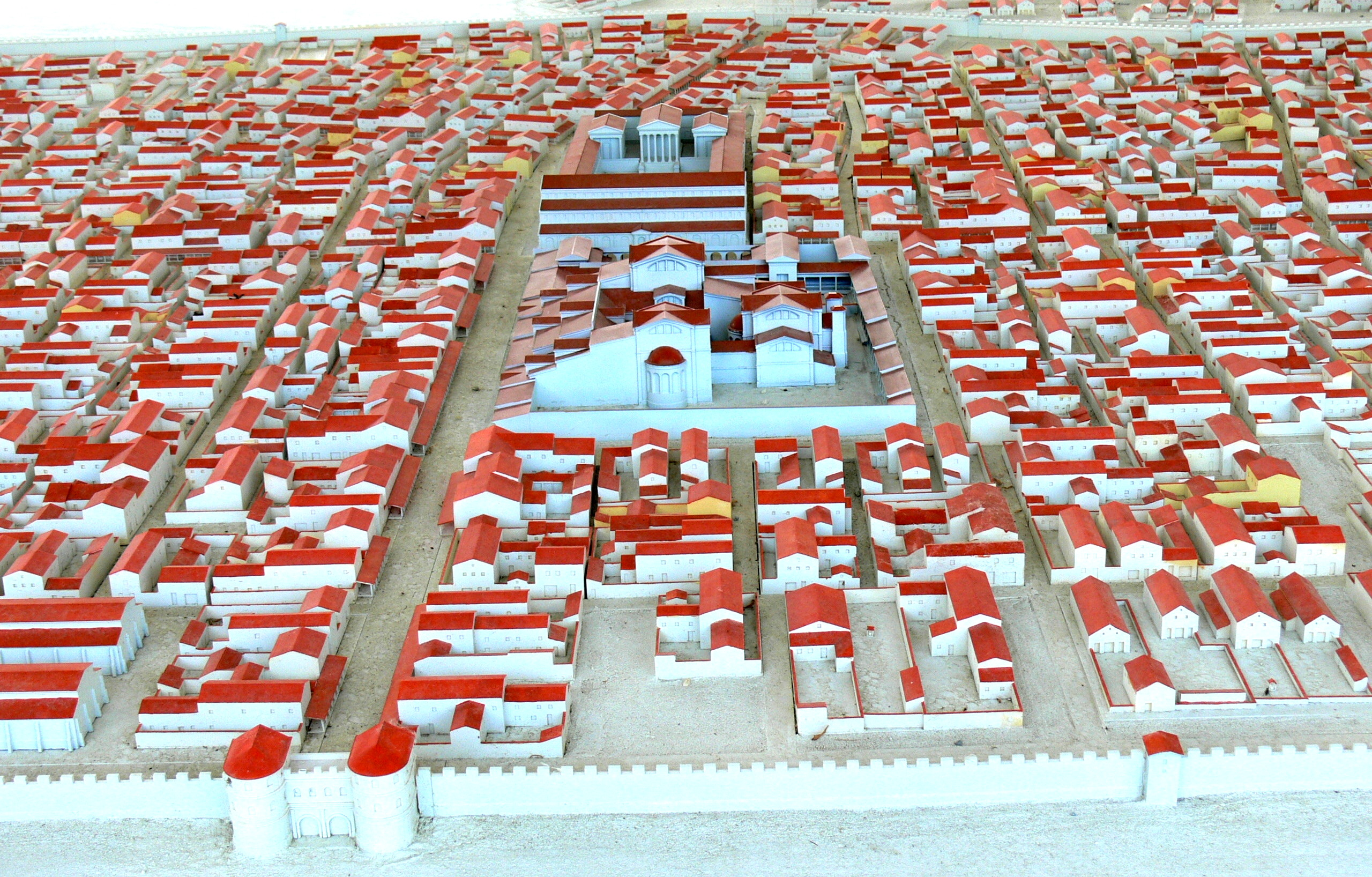
Modellino delle antiche canabae (centro civile) nei pressi della fortezza legionaria di Carnuntum (2)

#### Galleria d'immagini significative dellecanabaee dell'anfiteatro militare

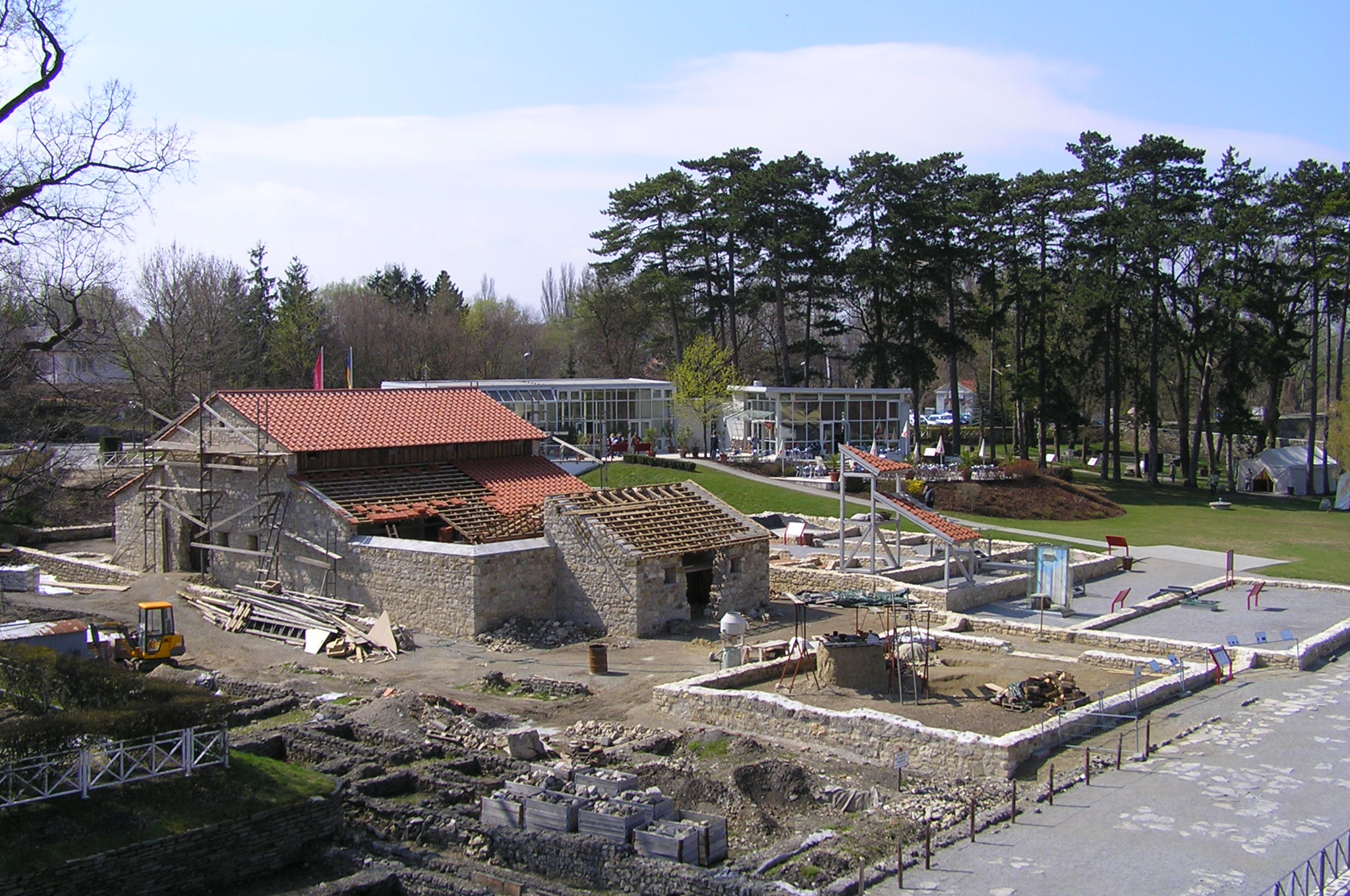
Il museo all'aperto delle canabae legionis.
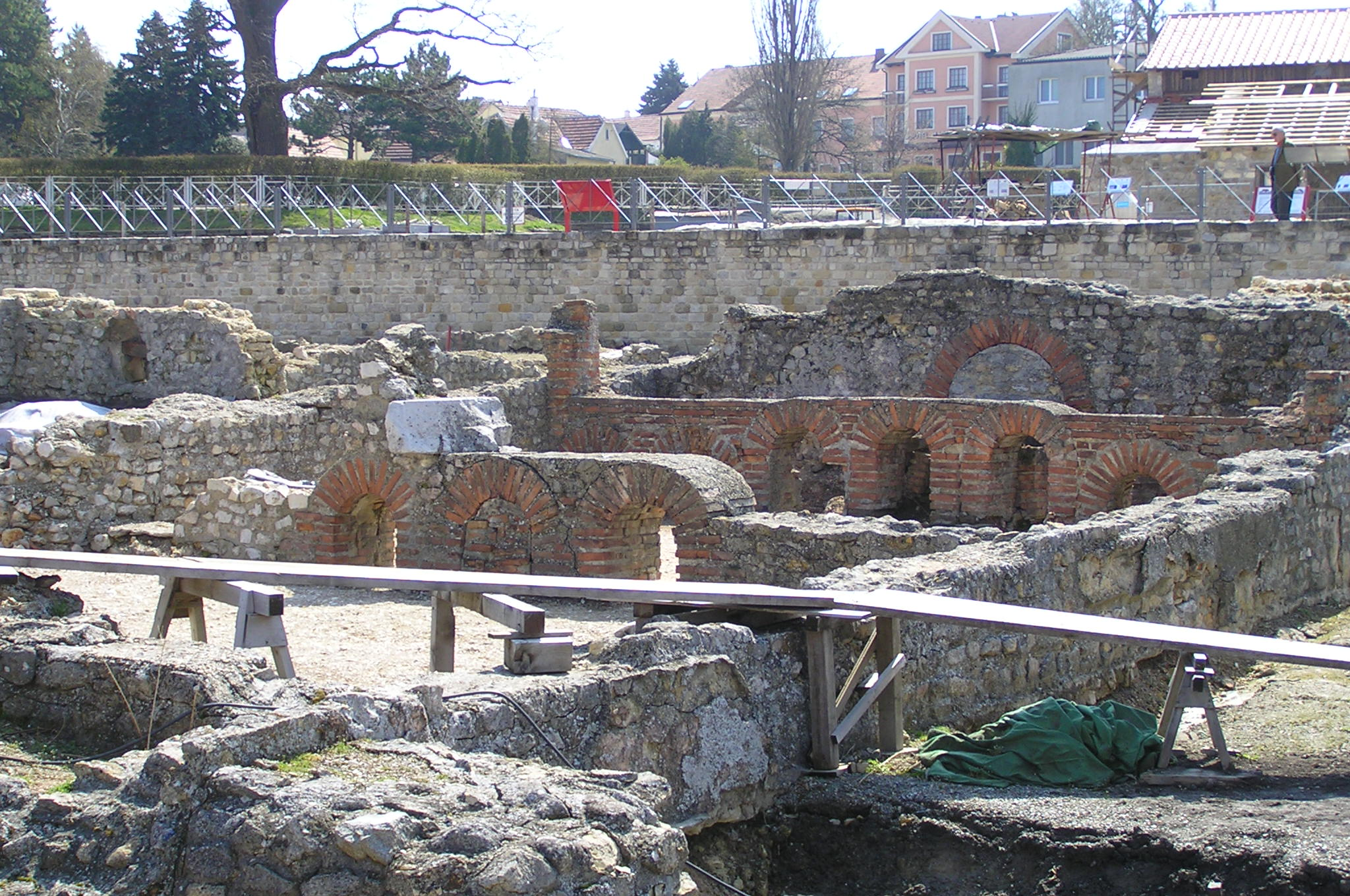
Rovine delle terme delle canabae legionis.
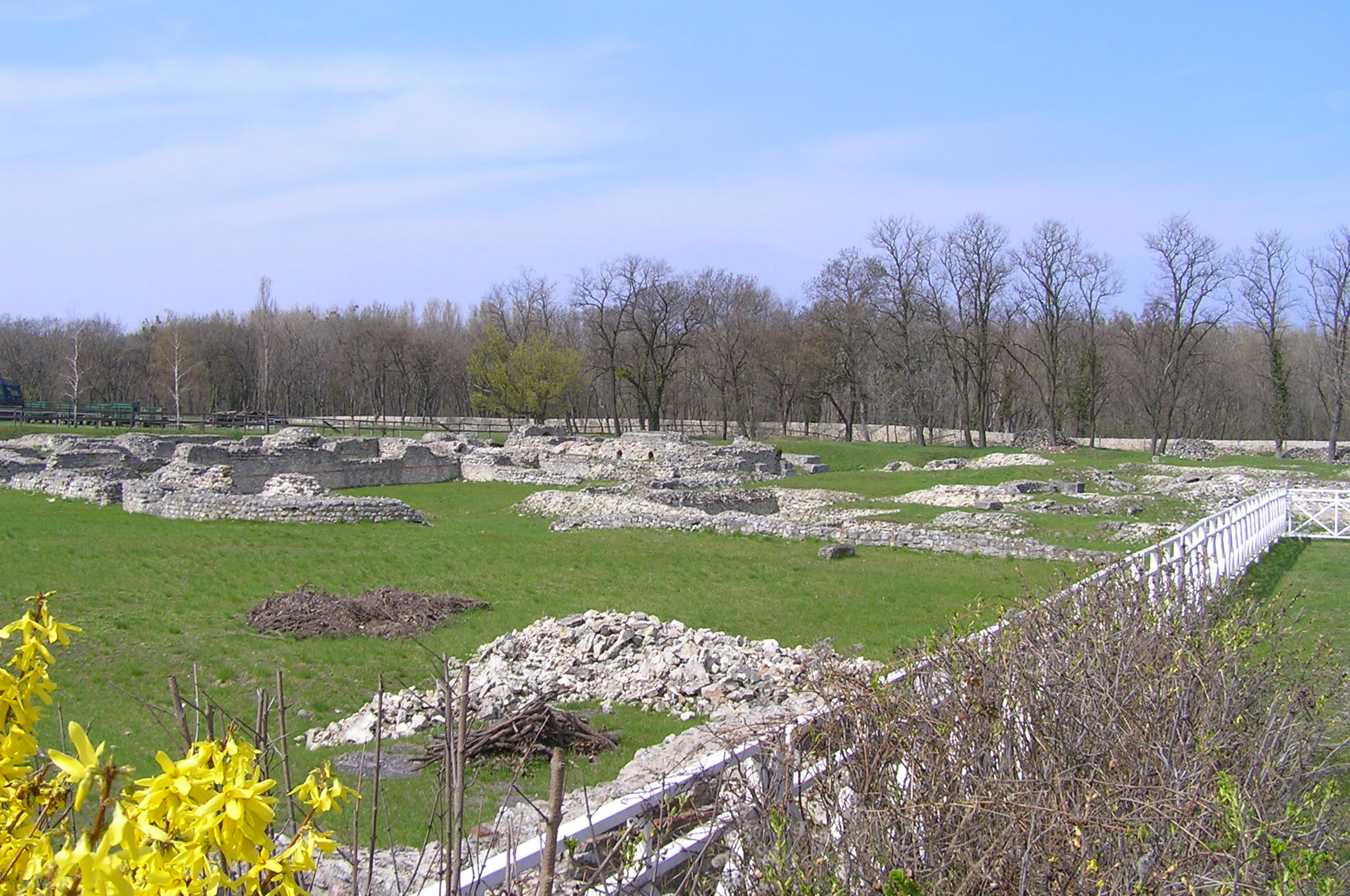
Rovine del palazzo pretorio del Legatus Augusti pro praetore.
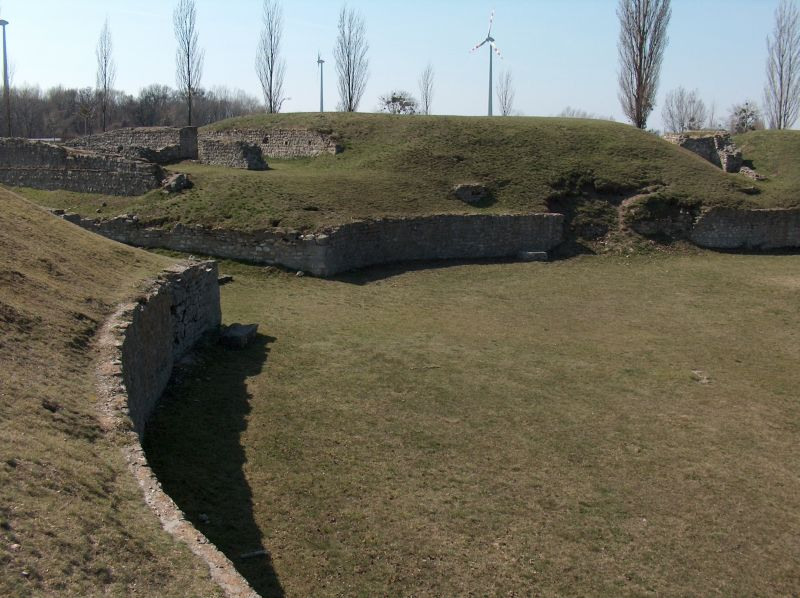
L'anfiteatro militare di Carnuntum nel quartiere della canabae.
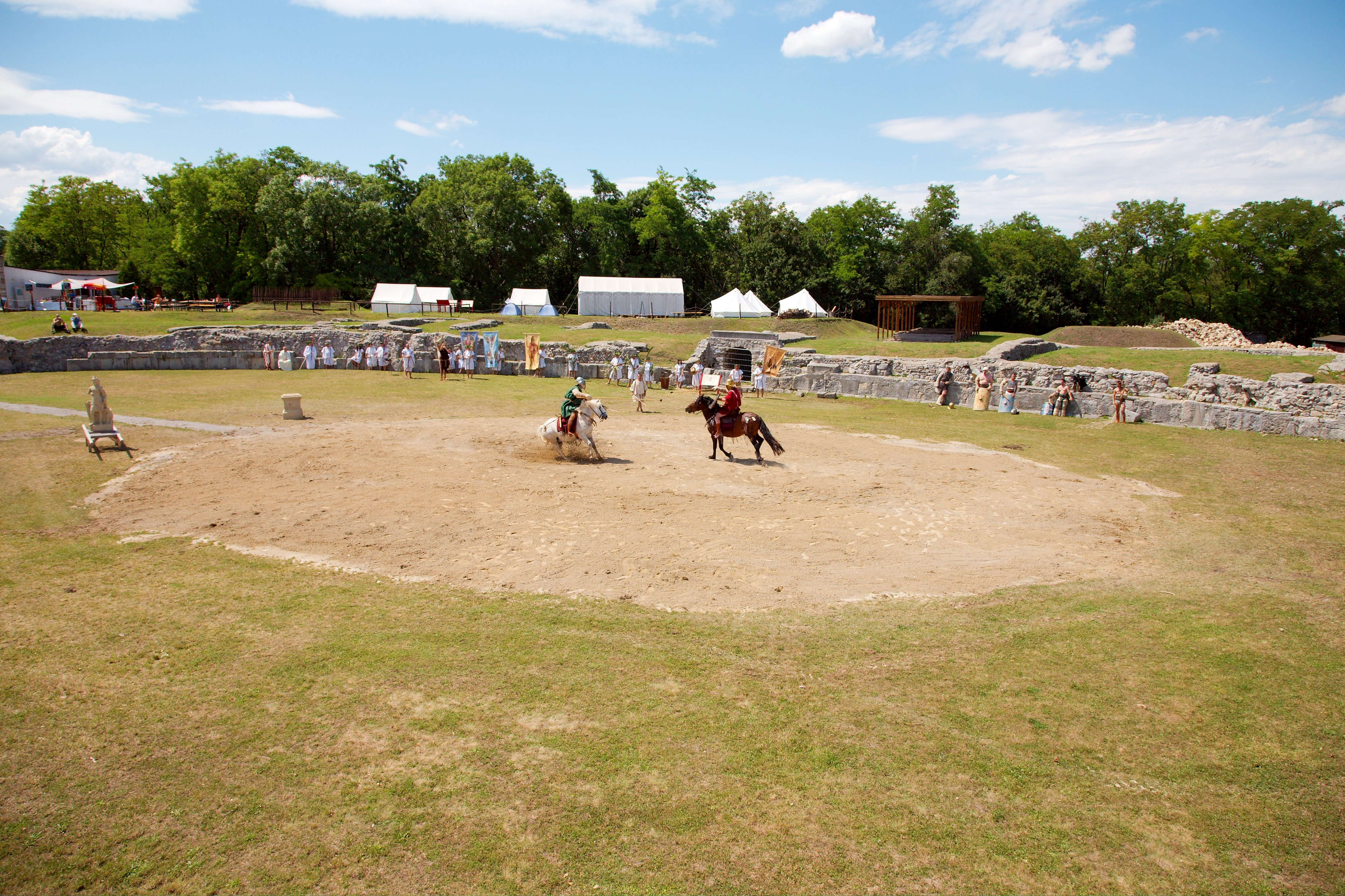
Rievocazione storica di un combattimento gladiatorio.
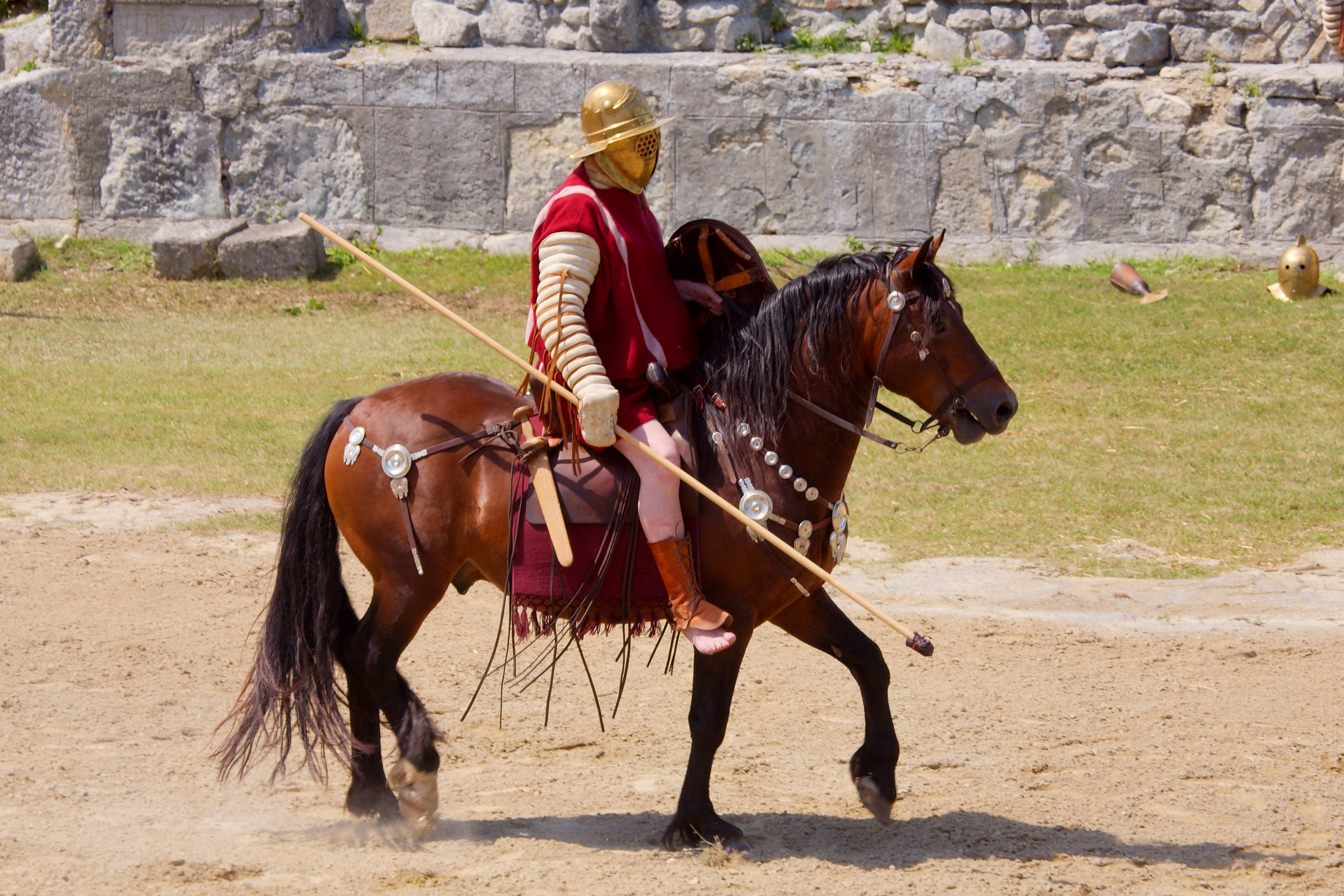
Altra immagine della rievocazione storica.

### Forte ausiliario diAladi cavalleria
Presumibilmente sotto l'imperatore Domiziano (81-96), ad Ovest della grande fortezza legionaria fu costruito un forte per un'unità di cavalleria ausiliaria di 500 armati delle misure di 225 × 178 metri, in un primo momento in legno e terra, poi in pietra. Qui soggiornarono l'Ala I Tungrorum Frontoniana (almeno al tempo di Traiano), alcune vexillationes dell'Ala milliaria Pannoniorum Tampiana, l'Ala III (?) Victrix Thracum e forse per un breve periodo Ala I Arevacorum.

### Scuola gladiatoria e anfiteatro

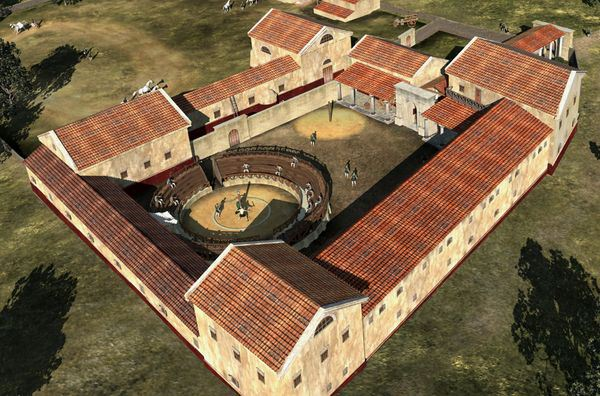
Restituzione compiuterizzata della scuola sulla base dell'immagine fornita dai rilievi geofisici.

Una scuola gladiatoria risalente al III secolo fu scoperta nel 2011 nelle vicinanze dell'anfiteatro grazie al ricorso a tecniche di prospezione geofisica tramite georadar.
Le immagini fornite dal radar hanno rilevato la presenza di un complesso di edifici estendentesi per 2.800 mq sull'intera superficie del sito, comprendente la scuola ed alcuni edifici adiacenti. Il centro dell'edificio era occupato da un cortile che comprendeva un campo di addestramento circolare di 19 m², una piccola arena dominata da sedili di legno e la terrazza del capo addestratore. L'intero complesso a forma trapezoidale si articolava in una parte destinata alle celle dormitorio del gladiatori, presso i due lati disposti ad ovest e a sud, un'altra a nord occupata da una sala di allenamento con pavimenti riscaldati e da piccole terme, nonché un'ampia aula destinata forse alle riunioni dei gladiatori e infine un terzo lato a est rappresentato dagli uffici amministrativi.
Fuori dalle mura, le scansioni radar hanno mostrato quello che gli archeologi hanno supposto fosse un'area cimiteriale per le persone rimaste uccise durante le esercitazioni.

### Centro civile

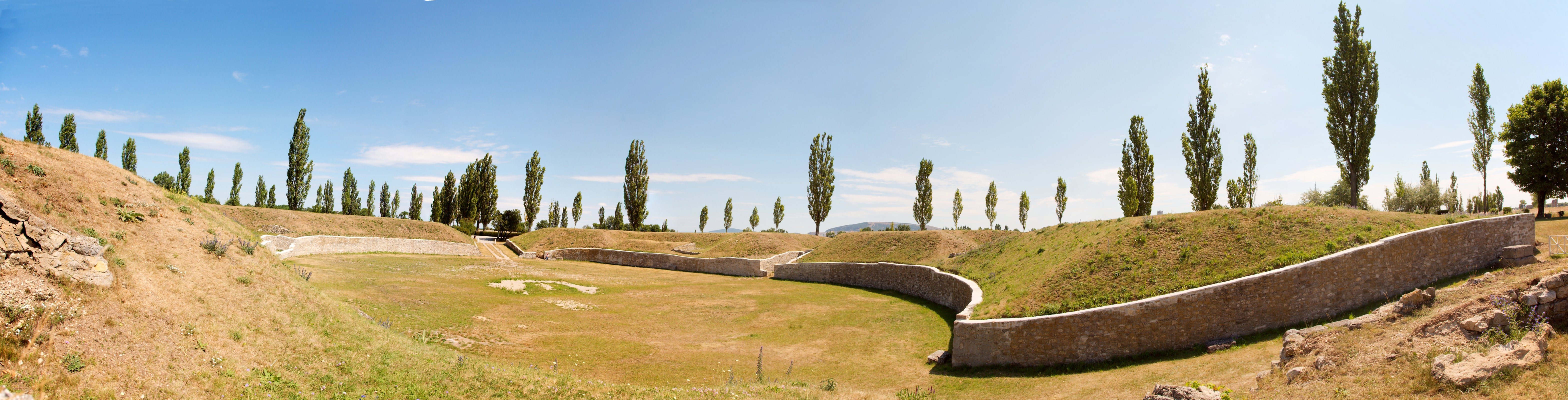
L'anfiteatro romano del centro civile di Carnuntum.

Al di fuori del campo militare, ad occidente dello stesso, fu creato un centro civile a partire dalla seconda metà del I secolo lungo la strada del limes, che inizialmente non aveva alcun diritto civile (vicus). L'insediamento ebbe un buon livello di sviluppo economico e demografico, tanto che sotto l'imperatore Adriano (117-138) fu elevato al rango di Municipium (Municipium Aelium Carnuntum) e sotto Settimio Severo (193-211) a quello di Colonia (Colonia Septimia). Aveva un Forum (piazza cittadina) che misurava 142 di lunghezza per 65 metri di larghezza, a nord del quale vi era un ampio complesso termale (scambiate in passato per rovine di un palazzo). Il municipium creato da Adriano fu circondato da mura che misuravano 1100 metri lungo il lato più lungo per 550 metri lungo quello più corto. Fu poi costruito un secondo anfiteatro di circa 111 × 127,5 metri a soli 300 metri a sud del centro civile. A sud dell'anfiteatro stesso sorgeva poi una chiesa paleocristiana, come sembra dalle recenti indagini aereo-archeologiche.
Gli scavi attuali sono indirizzati, attraverso un'indagine archeologica che tagli in modo trasversale l'abitato dell'antica colonia romana, a concentrarsi sul quartiere residenziale dove è stato recentemente indagato un altro impianto termale nella regione sud-est del centro civile. Queste cosiddette "passeggiate archeologiche" presso Petronell, rappresentano oggi il nucleo principale del "parco archeologico di Carnuntum".

#### Immagini e ricostruzioni di una piccoladomusdel centro civile

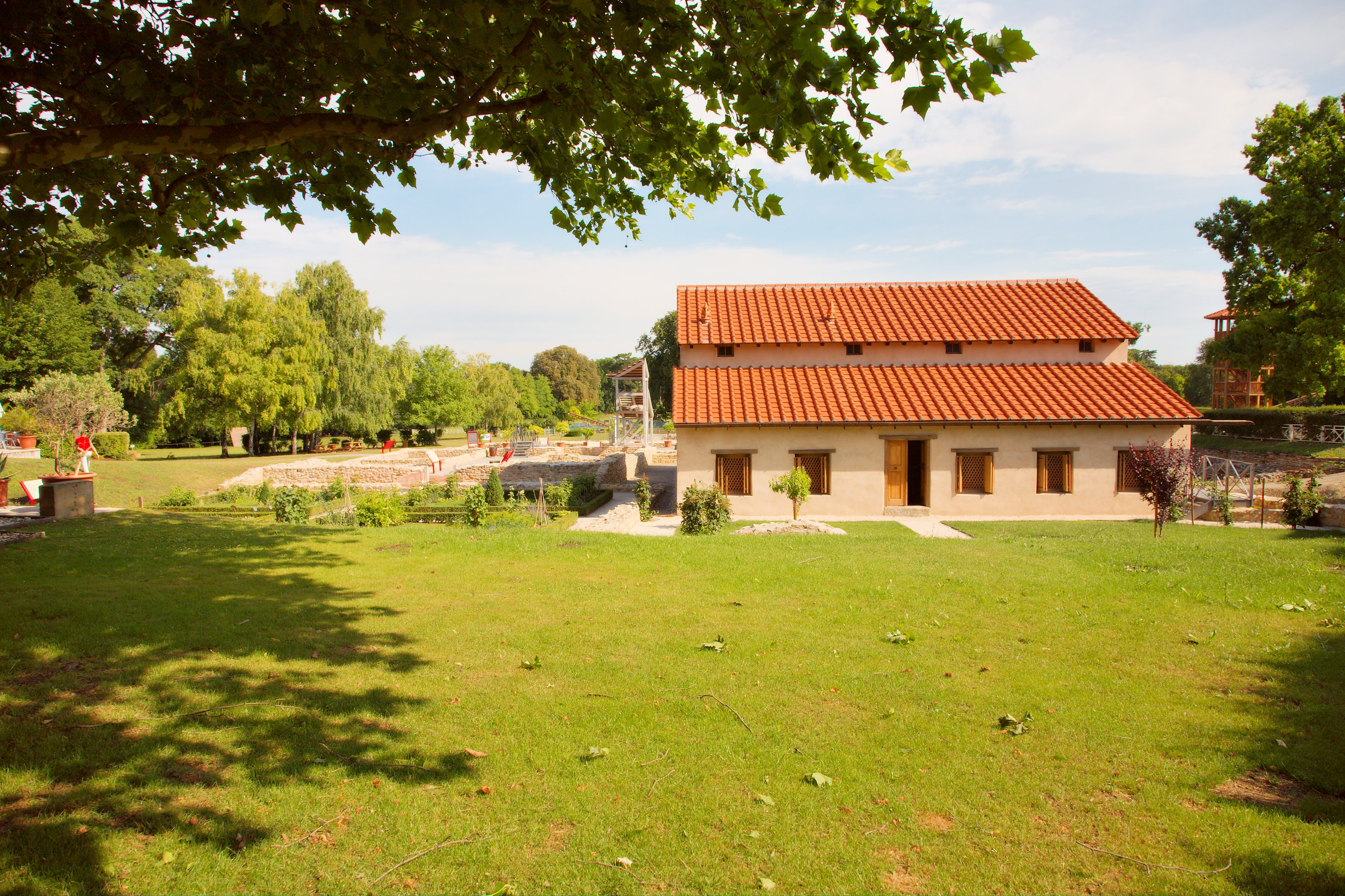
Ricostruzione di parte della casa di Lucio a Carnuntum
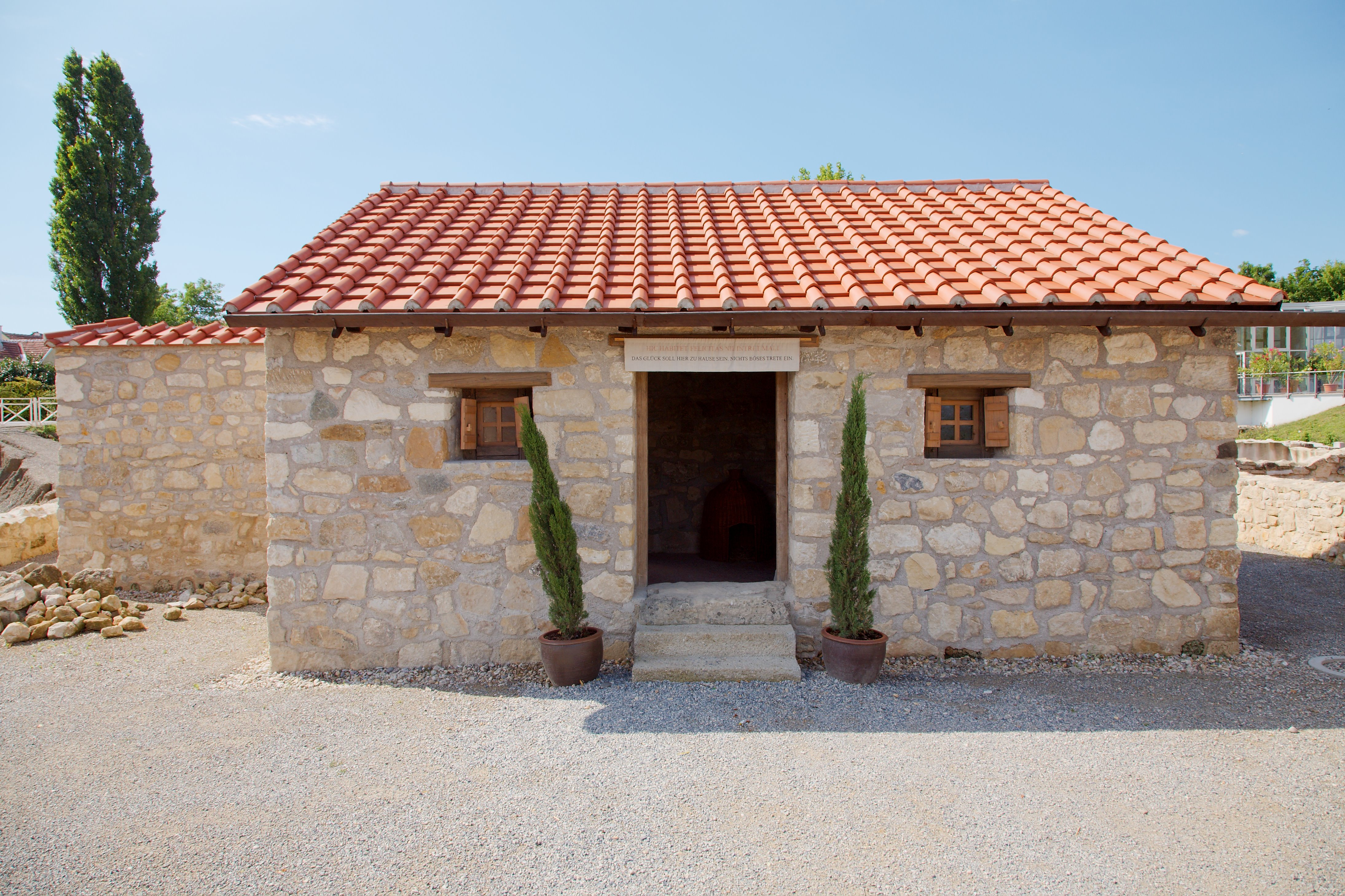
Ricostruzione dell'ingresso della casa di Lucio
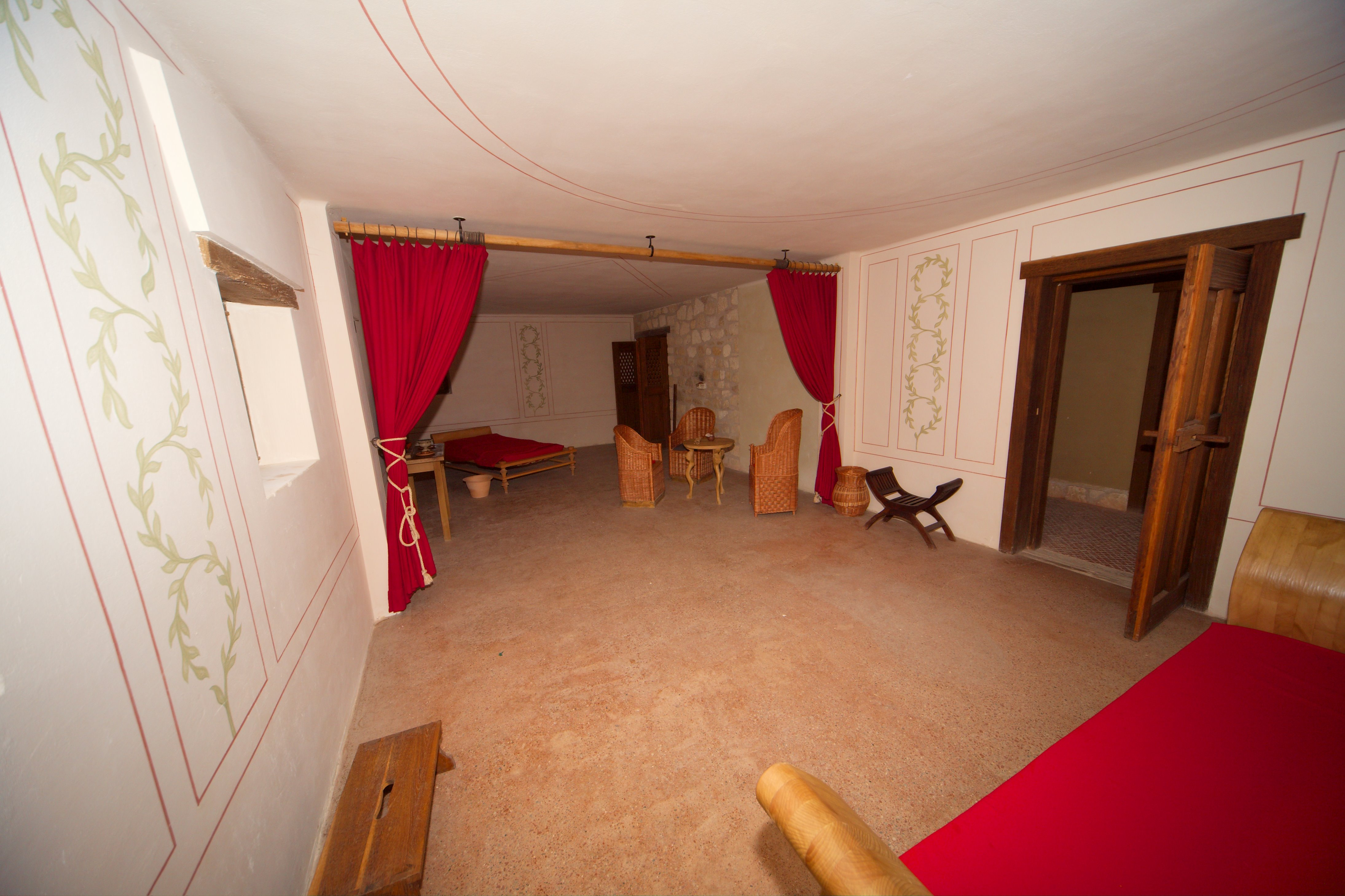
Ricostruzione della camera da letto
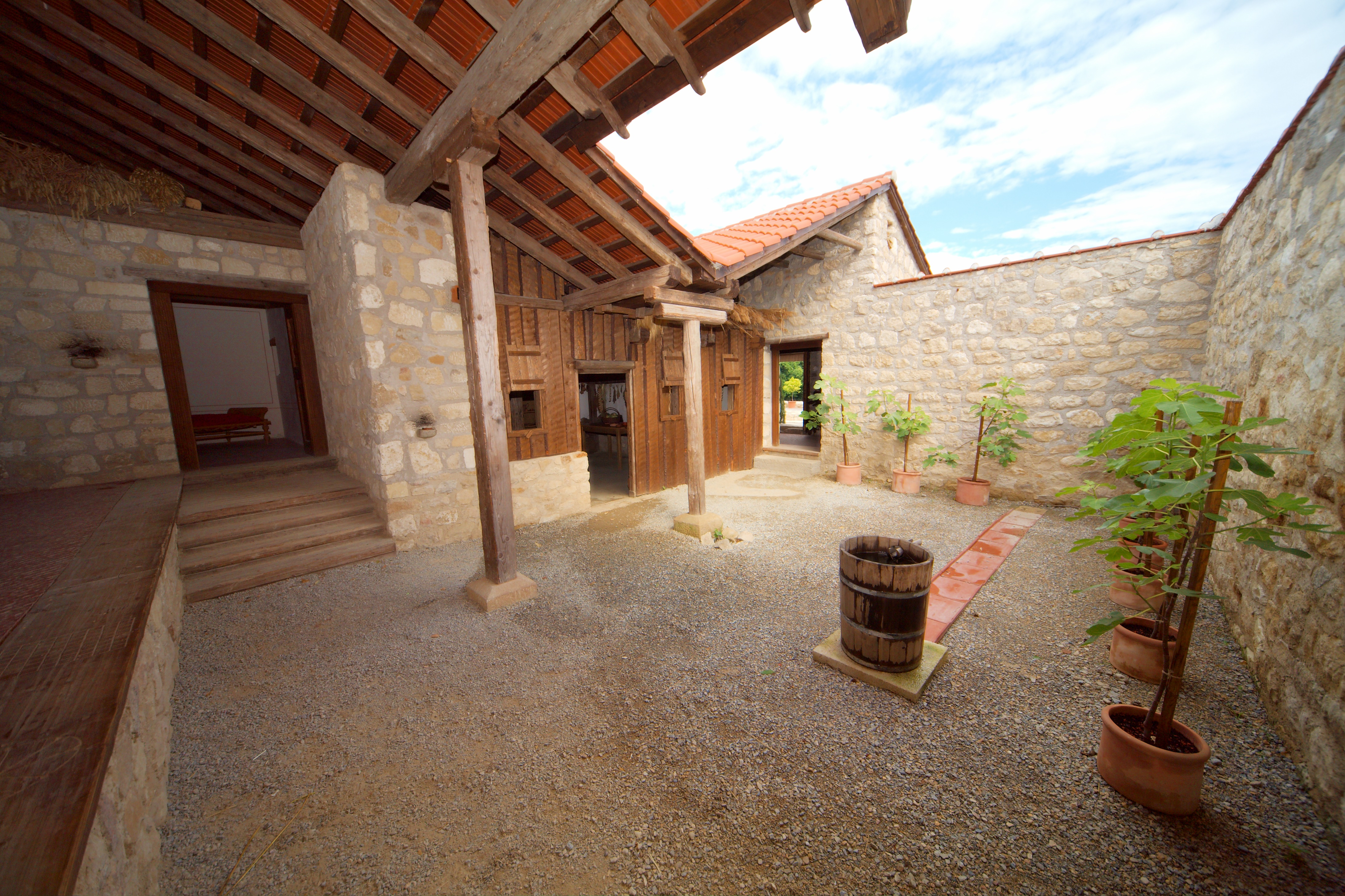
Ricostruzione del cortile interno
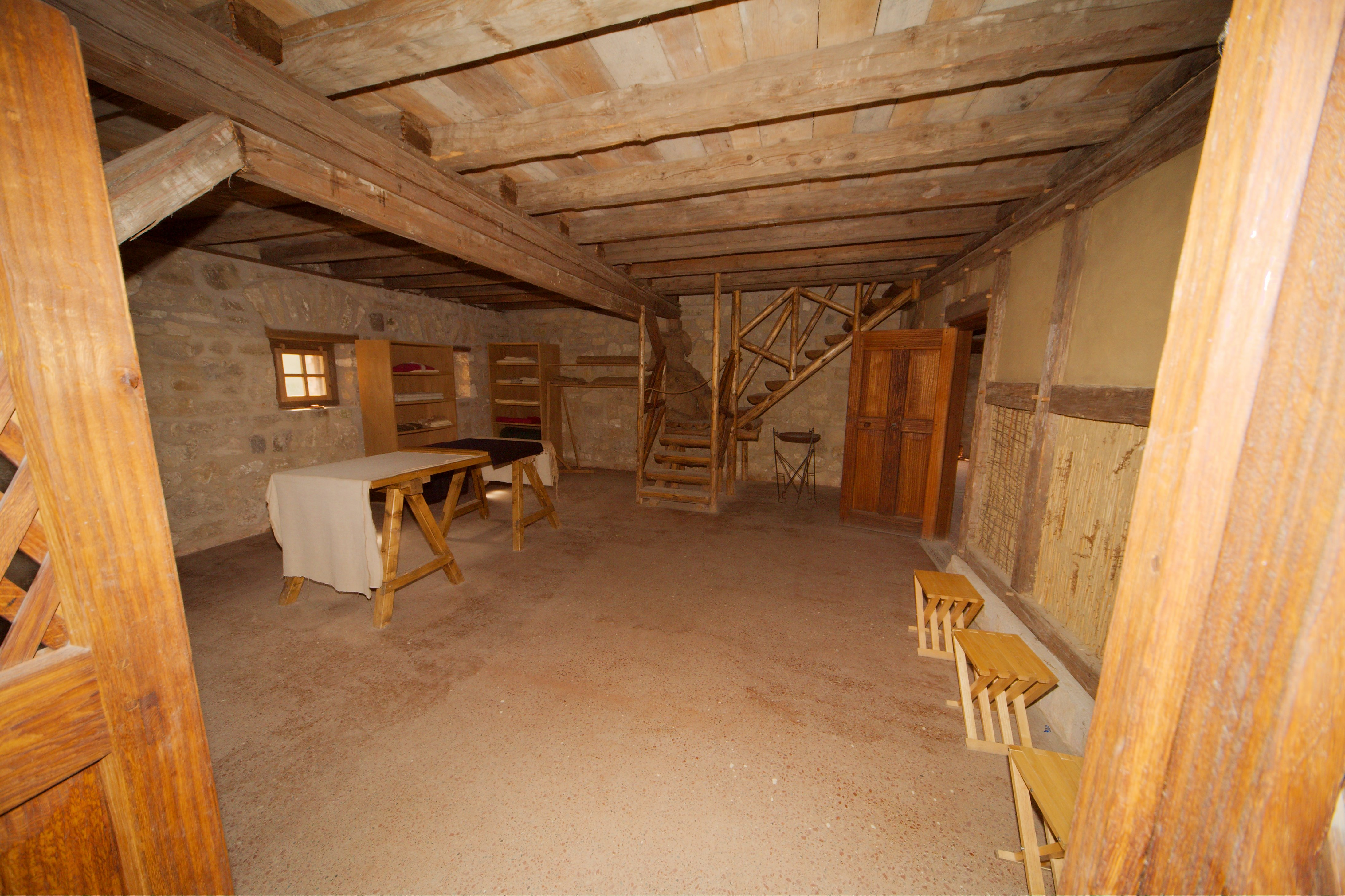
Ricostruzione di sala interna
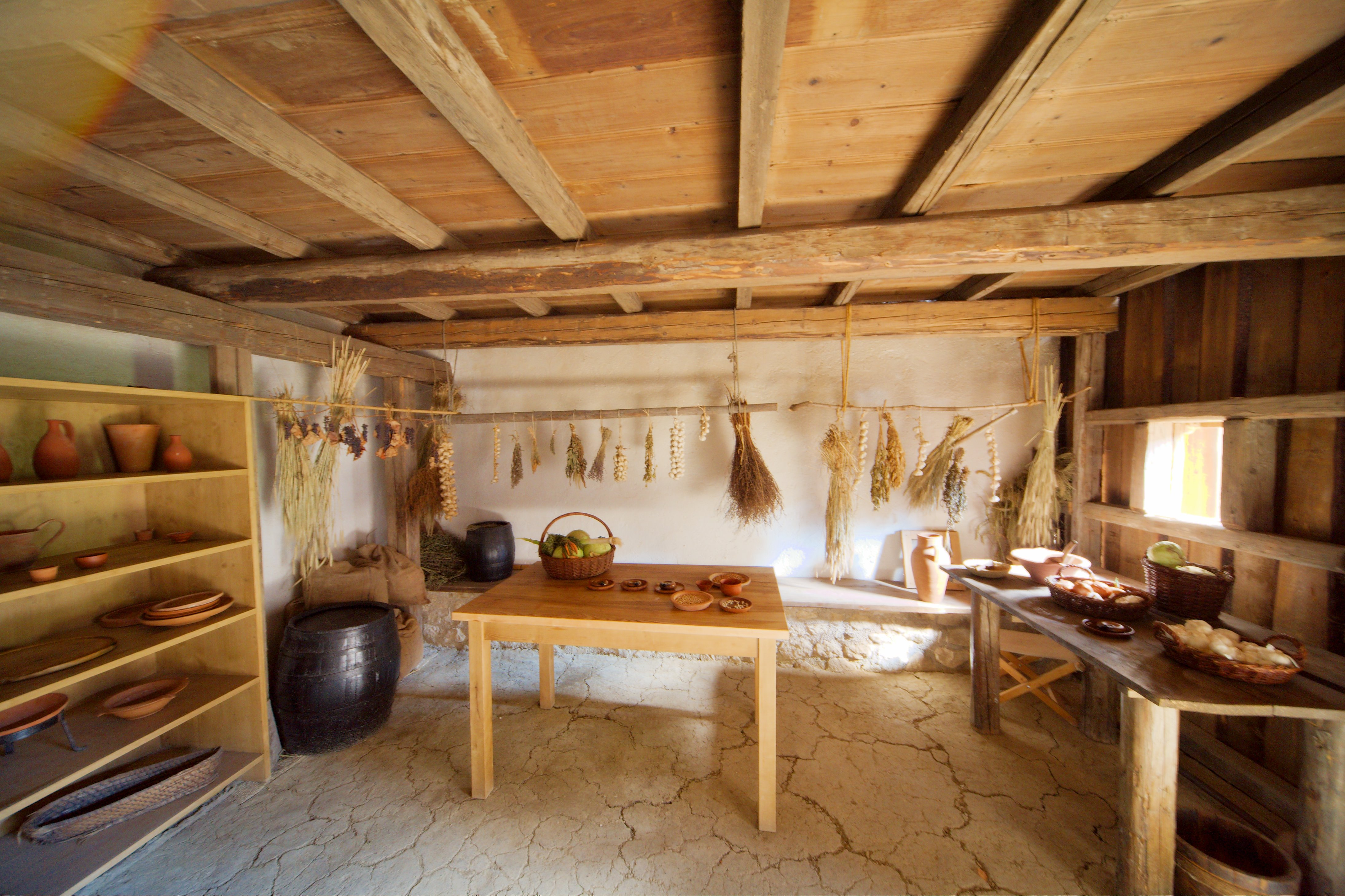
Ricostruzione della cucina
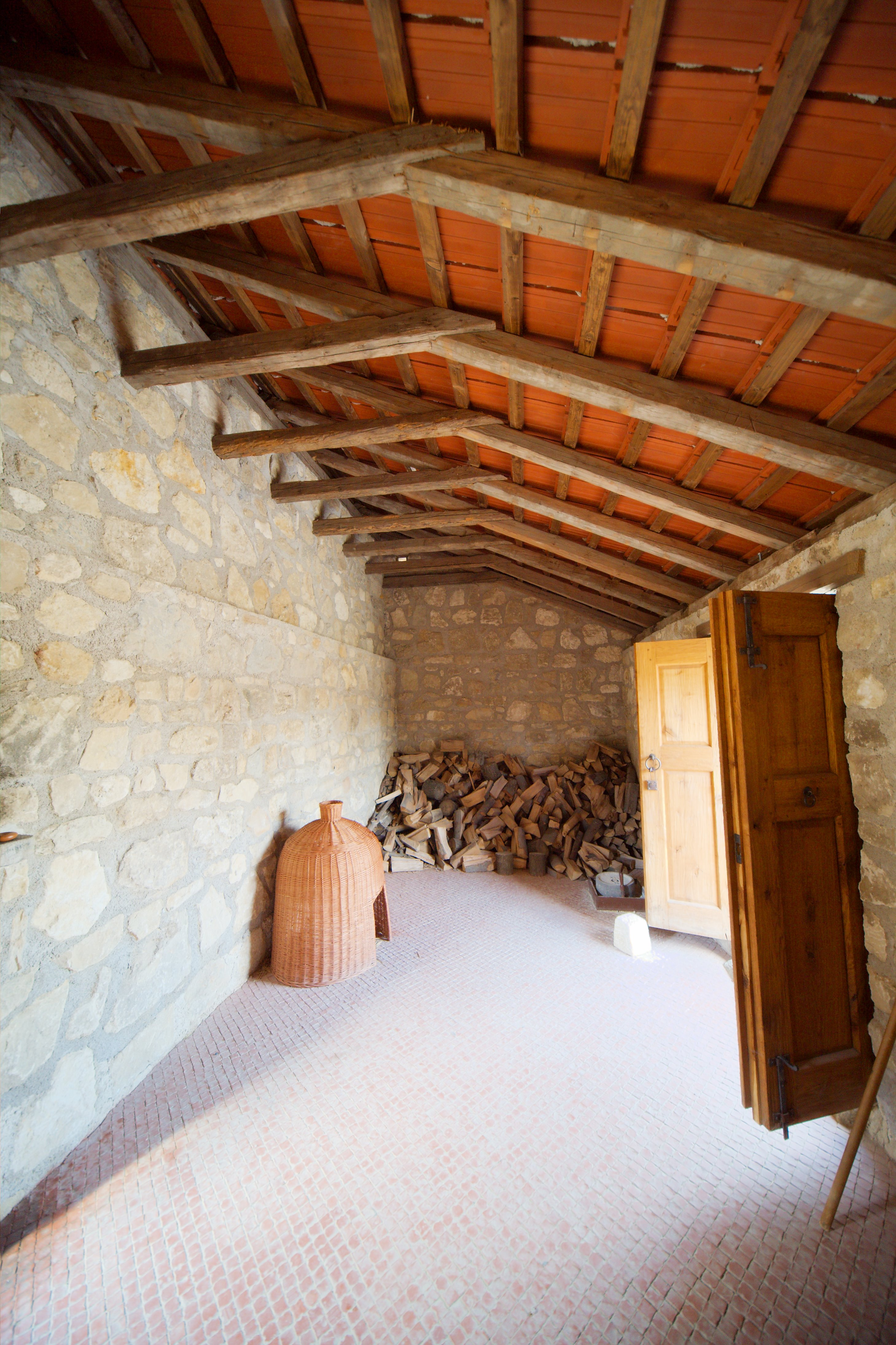
Ricostruzione di un deposito della casa di Lucio

#### Immagini e ricostruzioni di unaVilla urbanadel centro civile

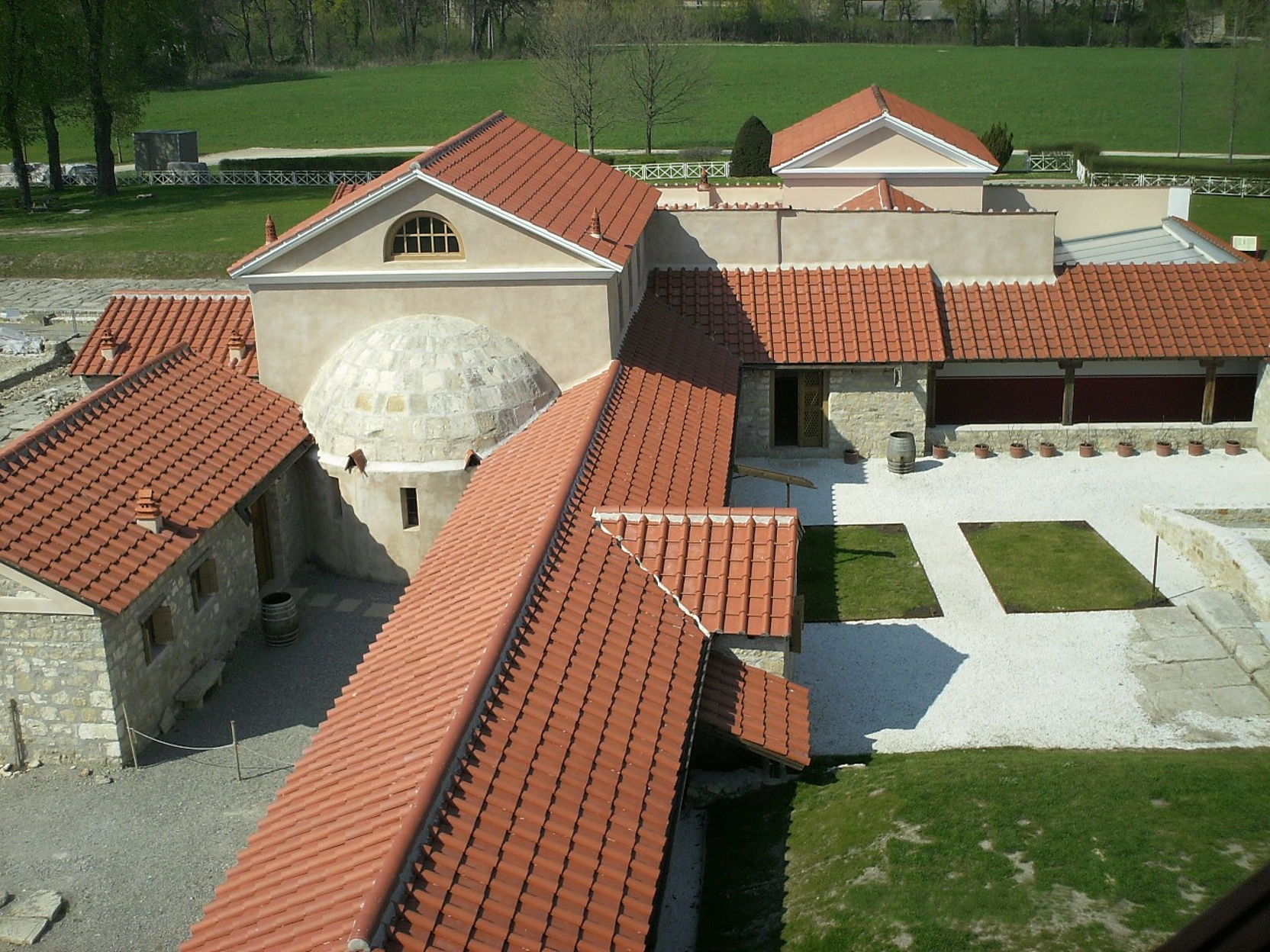
Ricostruzione di una Villa urbana.
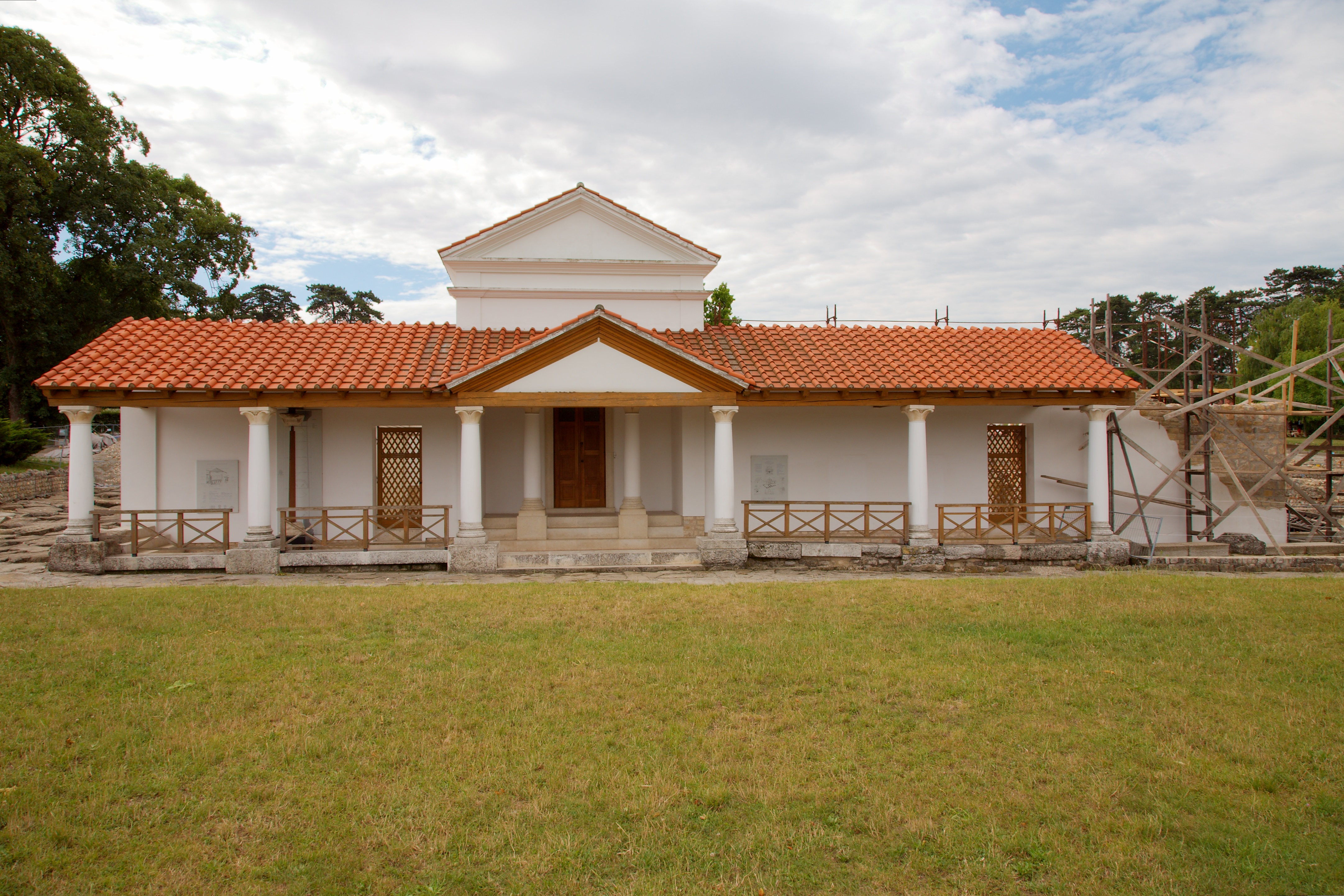
Altra visuale della Villa urbana
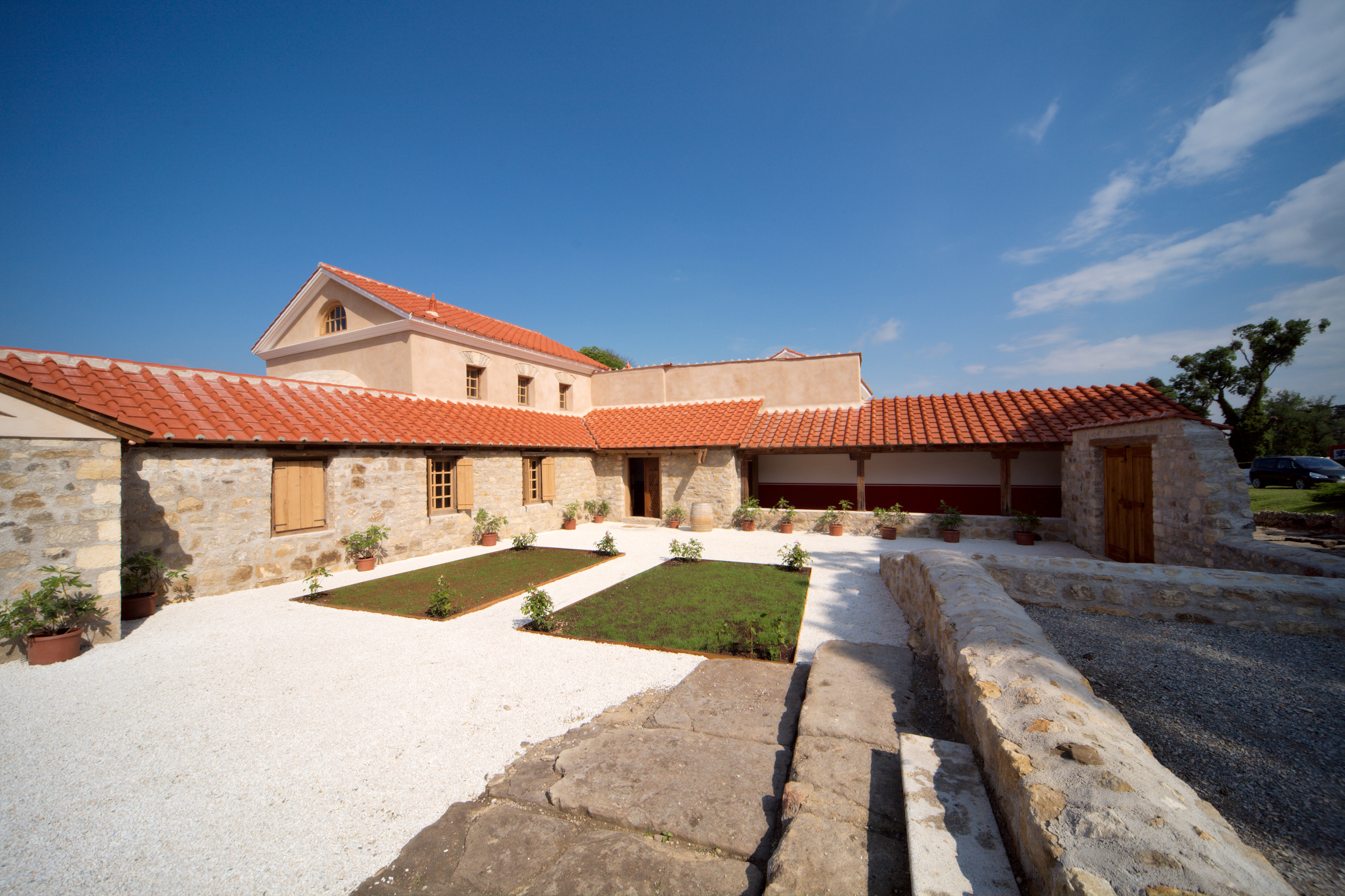
Cortile interno della Villa urbana.
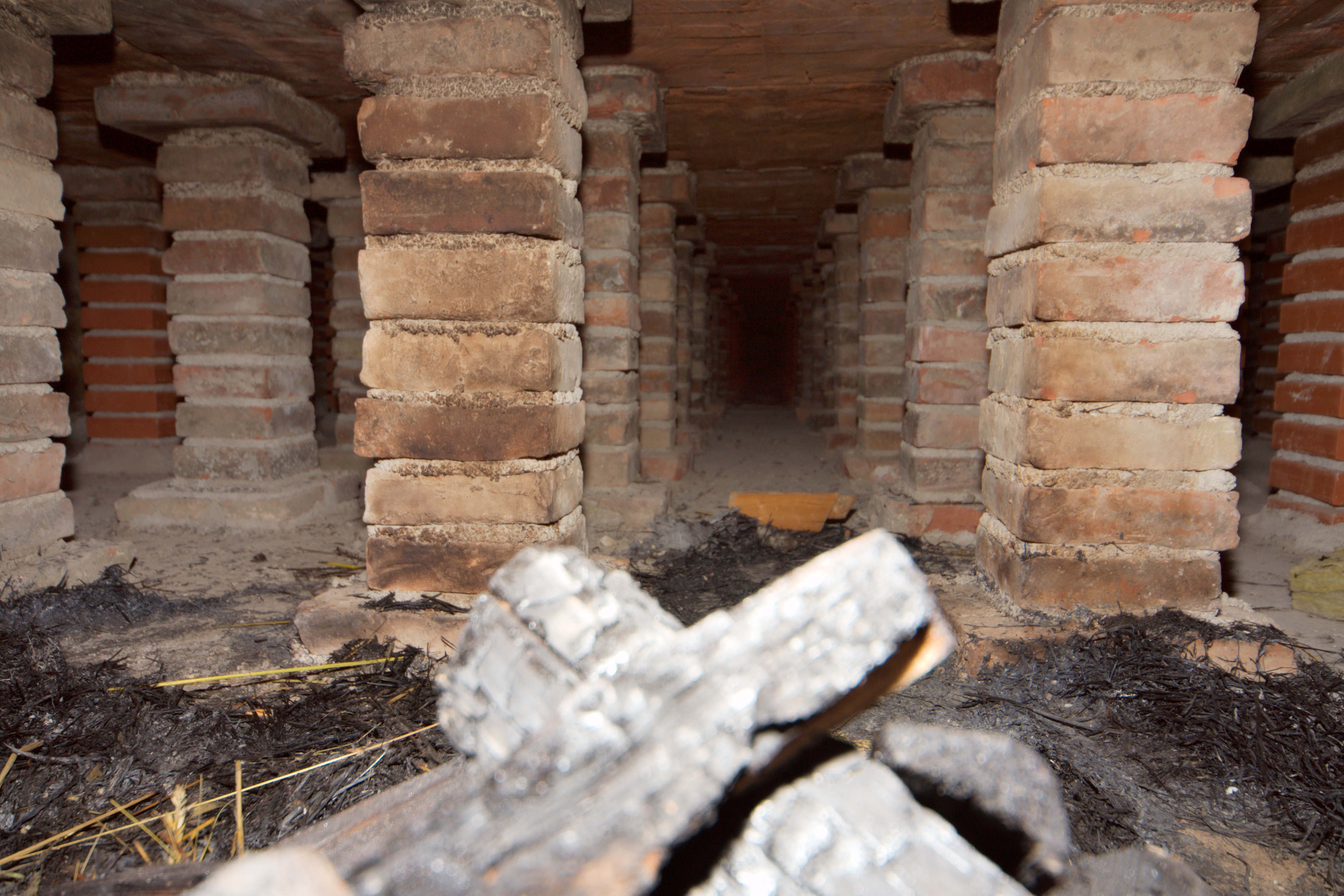
Impianto di riscaldamento della Villa urbana.
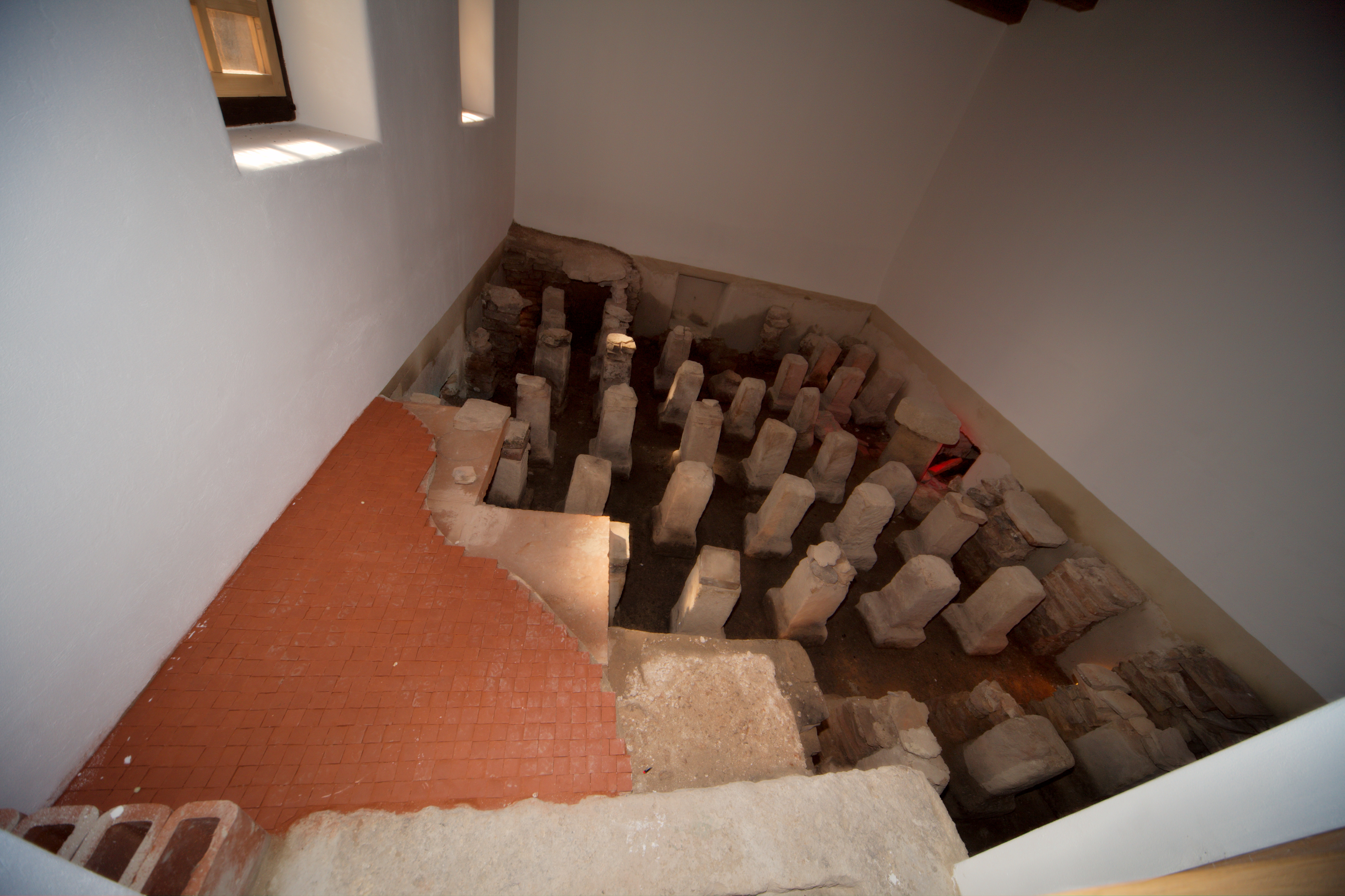
Altra immagine dell'impianto di riscaldamento della Villa urbana.
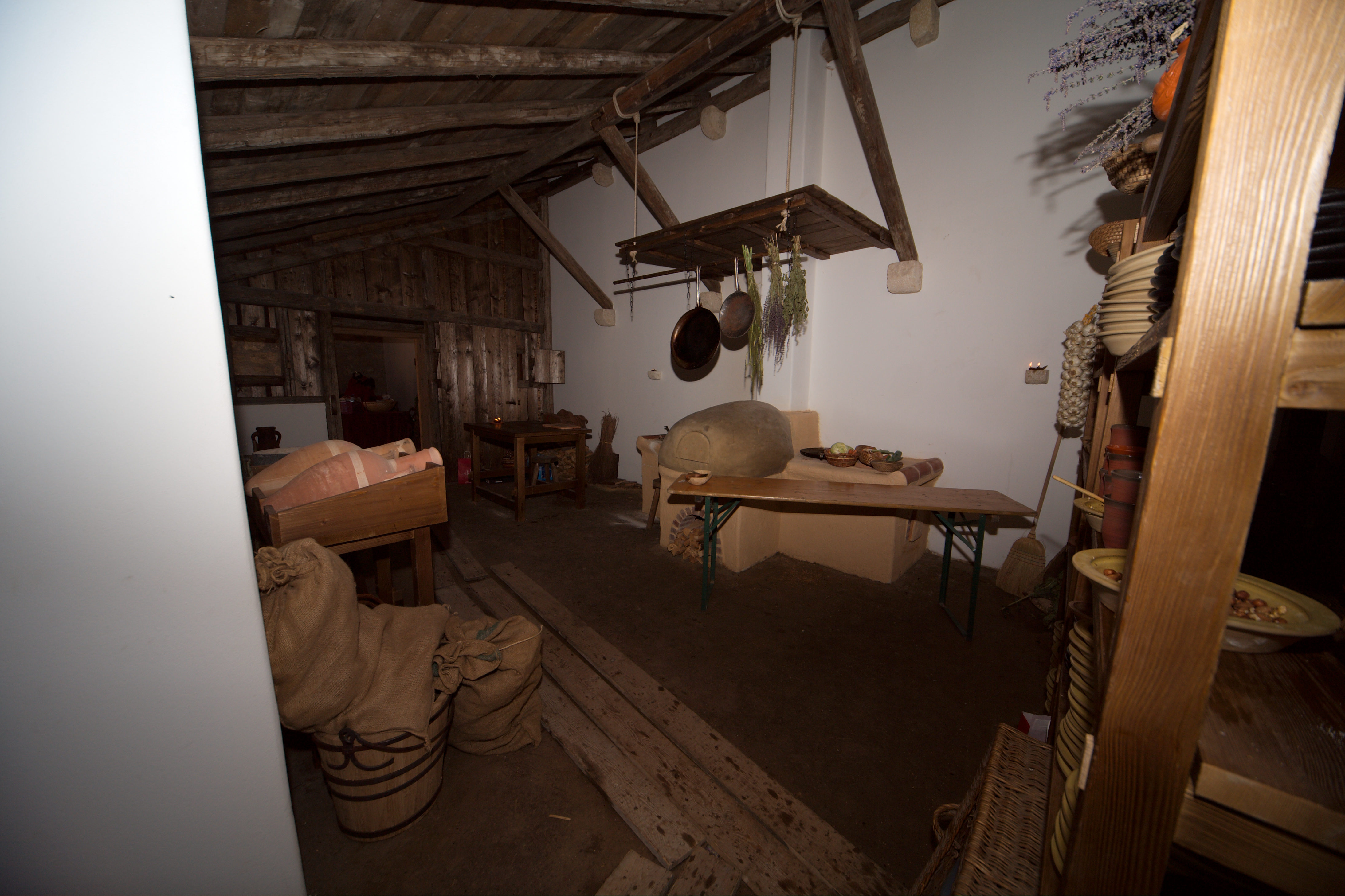
Ricostruzione della cucina della Villa urbana.
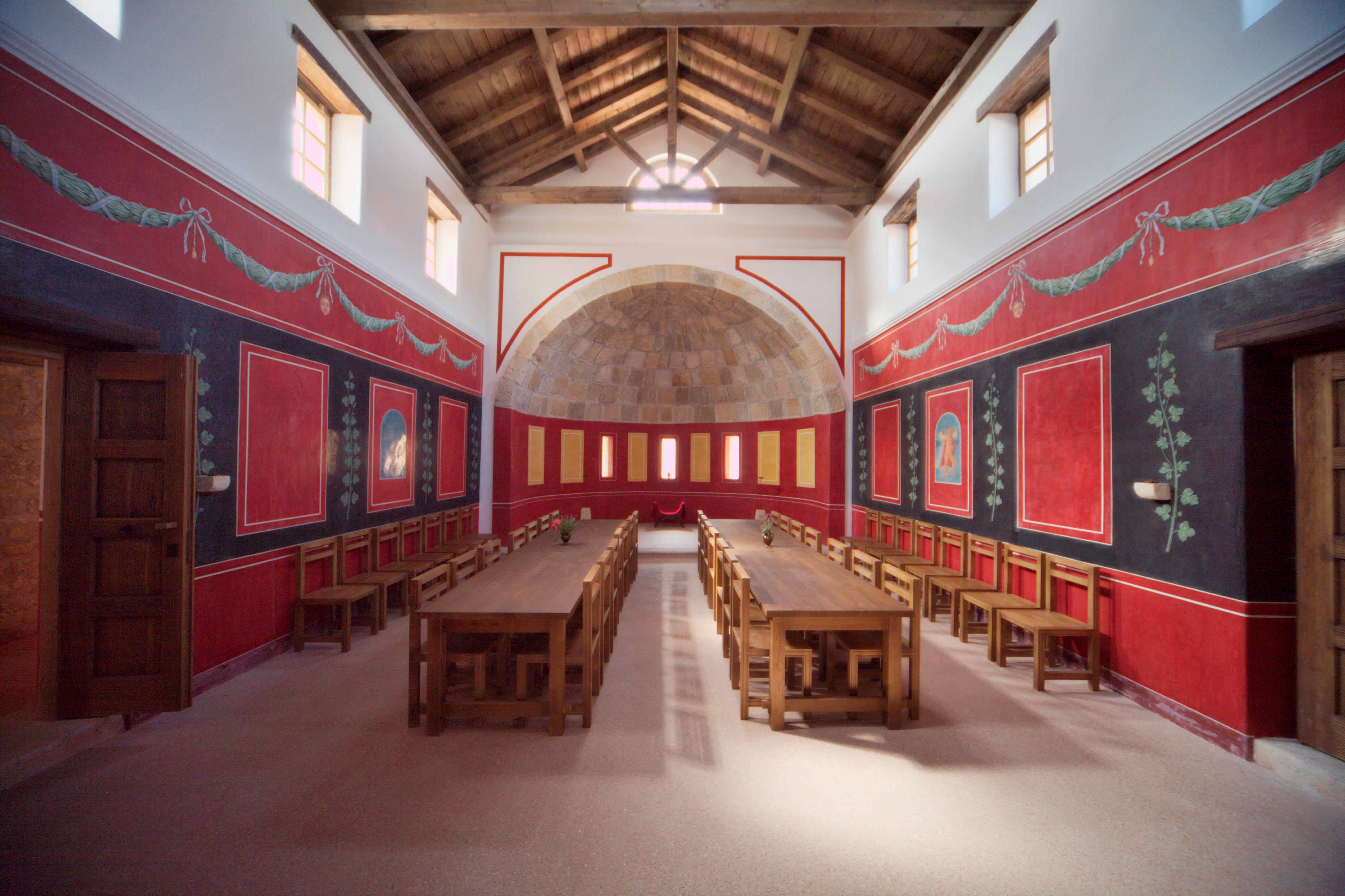
Ricostruzione della sala di rappresentanza absidata della Villa urbana.
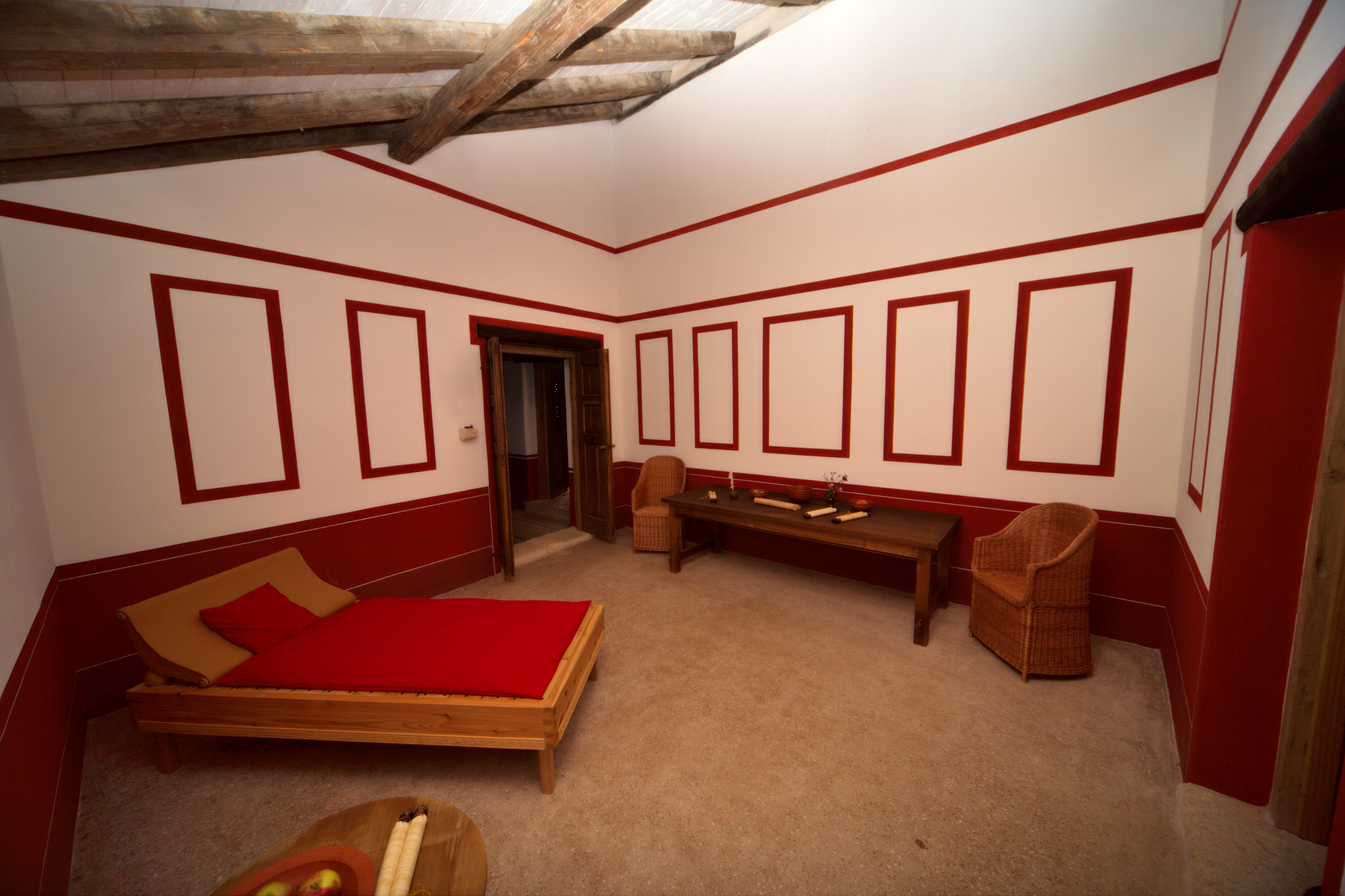
Camera da letto padronale della Villa urbana.

### Heidentor
A circa 900 metri a sud del centro civile (municipium prima e poi colonia) di Carnuntum troviamo i resti del cosiddetto Heidentor, un monumento a quattro archi, oggi il simbolo di tutta la regione. L'interpretazione di questo arco quadrifronte (dal greco Tetrapylon) è da sempre controversa; sarebbe un monumento politico, però non collegabile, come si riteneva in passato, alla riunione dei tetrarchi del 308 che si tenne proprio a Carnuntum, ma più probabilmente un arco trionfale dell'epoca di Costanzo II e delle sue campagne militari in Sarmatia, o da associare a Valentiniano I e alle sue campagne in Marcomannia.

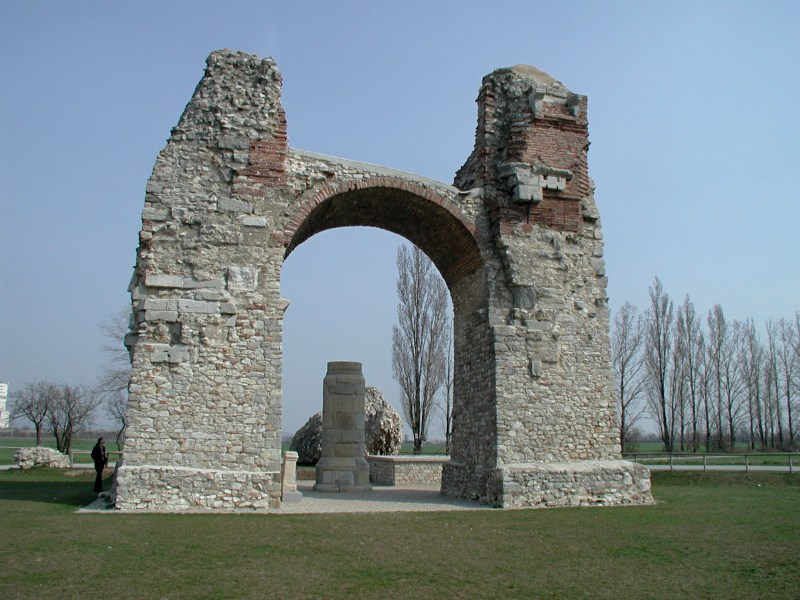
L'Heidentor ("Porta dei Pagani") è un arco quadrifronte probabilmente costruito da Costanzo II, ed è diventato il simbolo di Carnuntum.
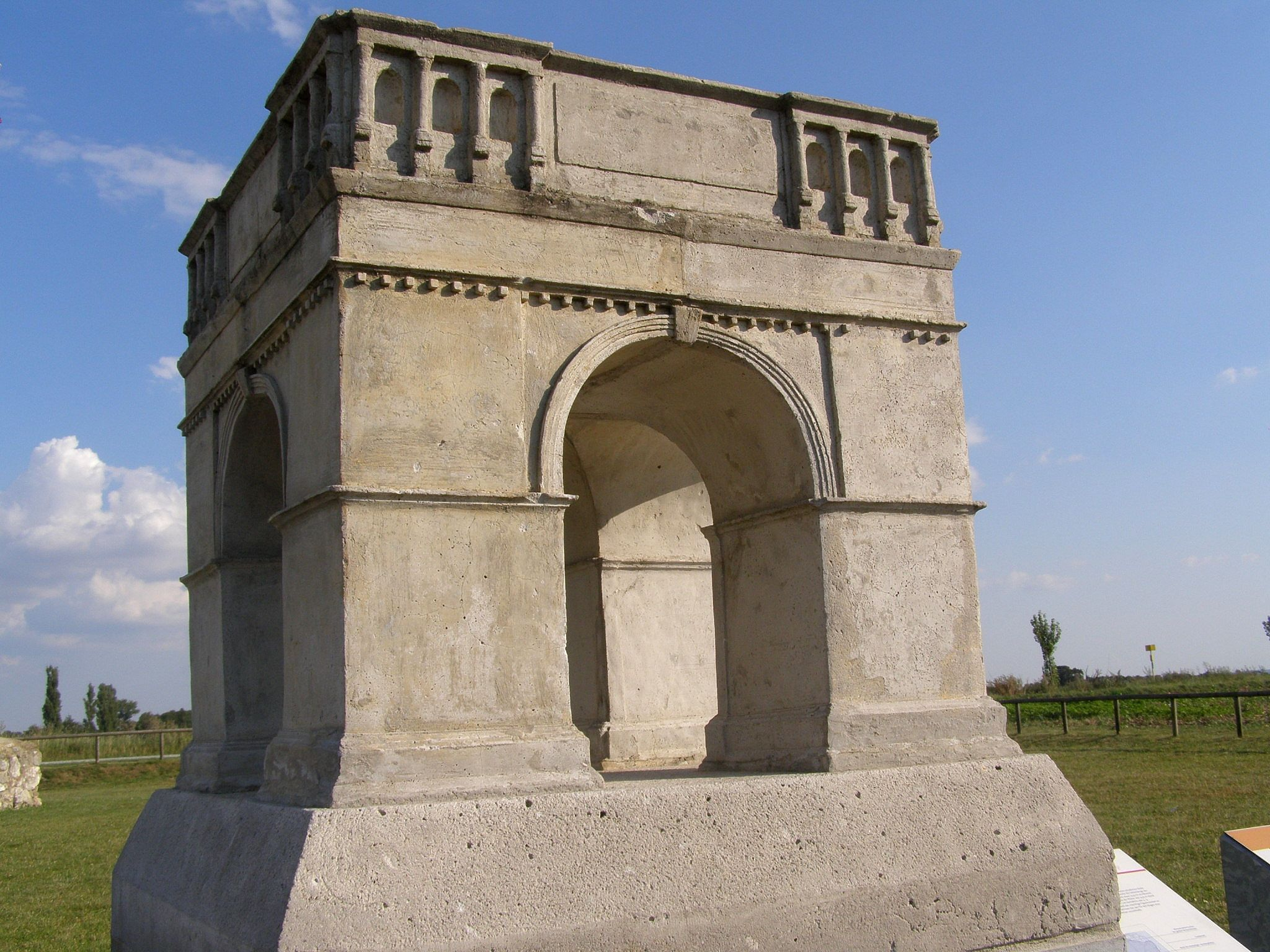
Ricostruzione dell'Heidentor.
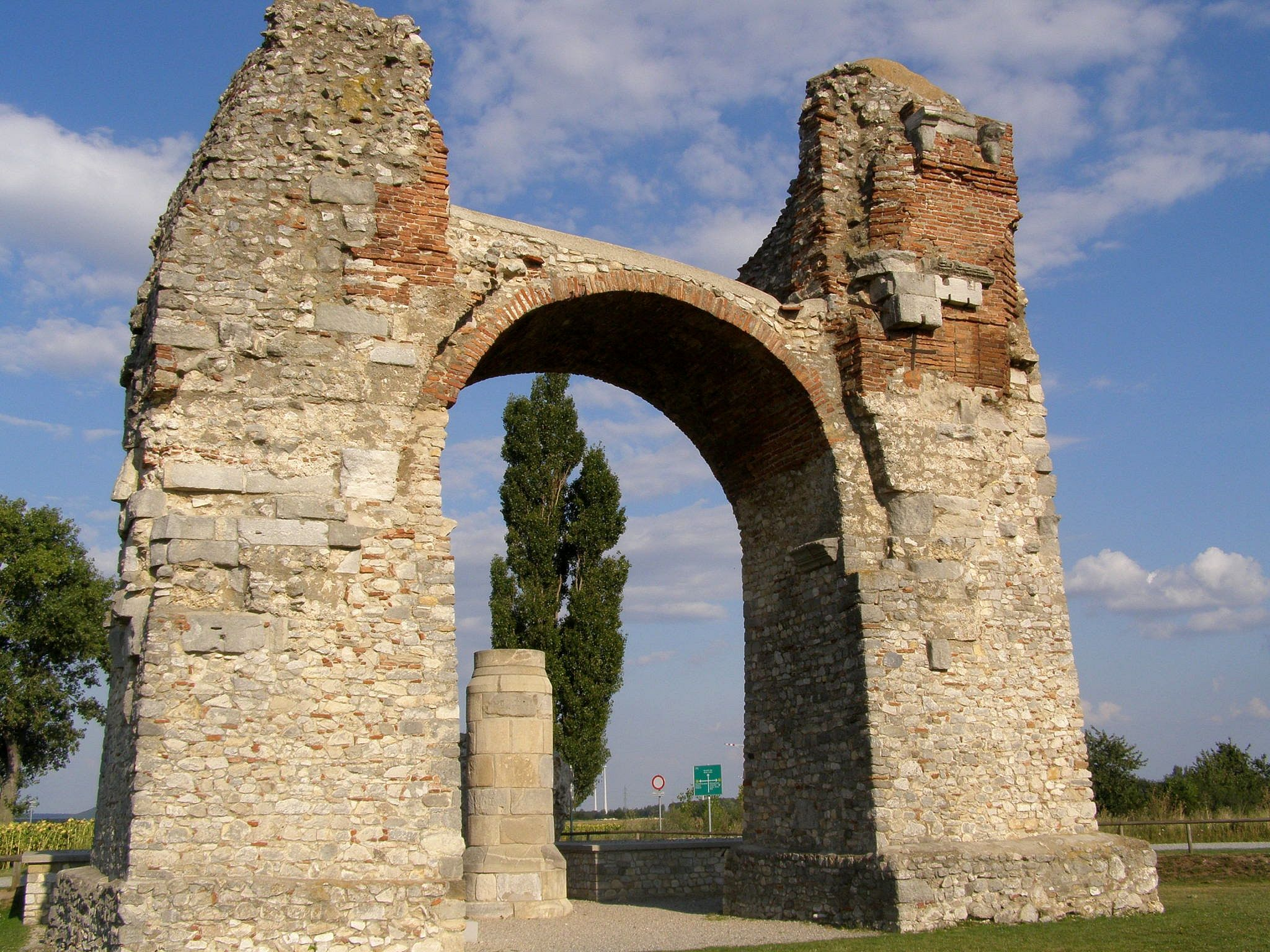
Altra immagine dell'Heidentor.
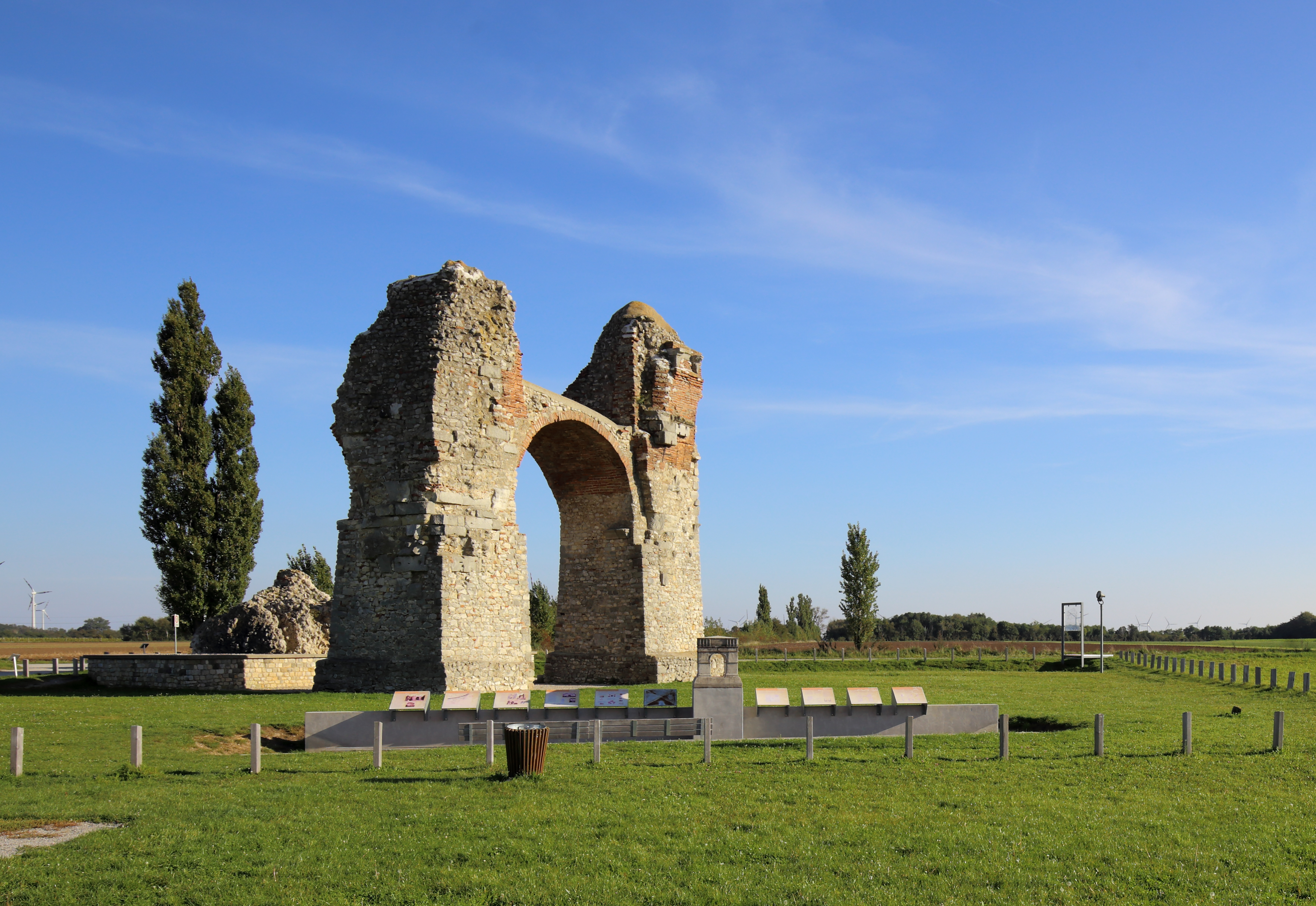
Heidentor

### Il santuario di Pfaffenberg
A causa di una vicina cava nei pressi della località di Pfaffenberg, che si trova ad Oriente di Carnuntum, non è stato possibile indagare adeguatamente un santuario dedicato a Giove ed al culto imperiale, il quale includeva una serie di edifici di culto ed un piccolo anfiteatro. Le più antiche iscrizioni risalirebbero alla metà del I secolo. Qui i riti sembra fossero ancora esistenti nel IV secolo sebbene, a partire dal 313 (editto di Milano), si era posto fine ufficialmente ad ogni tipo di persecuzione religiosa, e si proclamava la neutralità dell'Impero nei confronti di ogni fede.

### Parco archeologico e Museocarnuntino
Il Parco Archeologico di Carnuntum è l'area occupata non solo dal Museo (nei pressi di Bad Deutsch-Altenburg, che conserva numerosi reperti di tutta l'area archeologica circostante fin dal 1904), ma dalle antiche rovine della città romana di Carnuntum in località Petronell-Altenburg nella Bassa Austria. Tale parco sorse a partire dal 1970 circa, quando si decise di rievocare (con ricostruzioni architettoniche/scenografiche ed eventi in costume, come i giochi equestri o gladiatorii del mondo antico) la vita dell'epoca per le generazioni attuali, e far loro capire ed apprezzare meglio la Storia di quel periodo. Oggi nel Parco Archeologico di Carnuntum ci sono continui interventi per rendere le ricostruzioni sempre più fedeli a quelle dell'antica Roma, con edifici (come la casa del mercante Livio o la Villa urbana aperta nel 2008) e spettacoli gladiatorii di 2.000 anni fa. Lo stile architettonico delle ricostruzioni è ispirato al IV secolo.
L'investimento complessivo di questo "Parco tematico" per immergersi nella Storia, degli anni 2006-2011, è stato di €.26 milioni, che ha visto il Parco completamente ristrutturato e riorganizzato. Si è così disposto di ricostruire un intero quartiere romano, il più fedelmente possibile, impiegando fino a 120 persone per scavi, animazione e gestione dell'intera struttura, tanto che si è raggiunta la ragguardevole cifra di 130 000 visitatori all'anno.
Si è inoltre proceduto alla ricostruzione di un palazzo con cazzuole, scalpelli e martelli, come in epoca romana. Per la malta è usata, come nel III-IV secolo la sabbia del vicino fiume mischiata a calce; sono state poi utilizzate per le strutture del tetto, travi e pietre di case ormai demolite dell'ambiente circostante. È stato poi ricostruito un impianto di riscaldamento sotto il pavimento (Hypocaustum) esattamente come in epoca romana. E la vicinanza con il Parco Nazionale del Danubio ha sicuramente rafforzato il turismo nella regione. Nel 2006, infine, si sono celebrati numerosi eventi per celebrare i 2.000 anni del sito (fortezza legionaria), dalla avanzata in territorio germanico delle armate romane di Tiberio nel 6 contro i Marcomanni di Maroboduo.

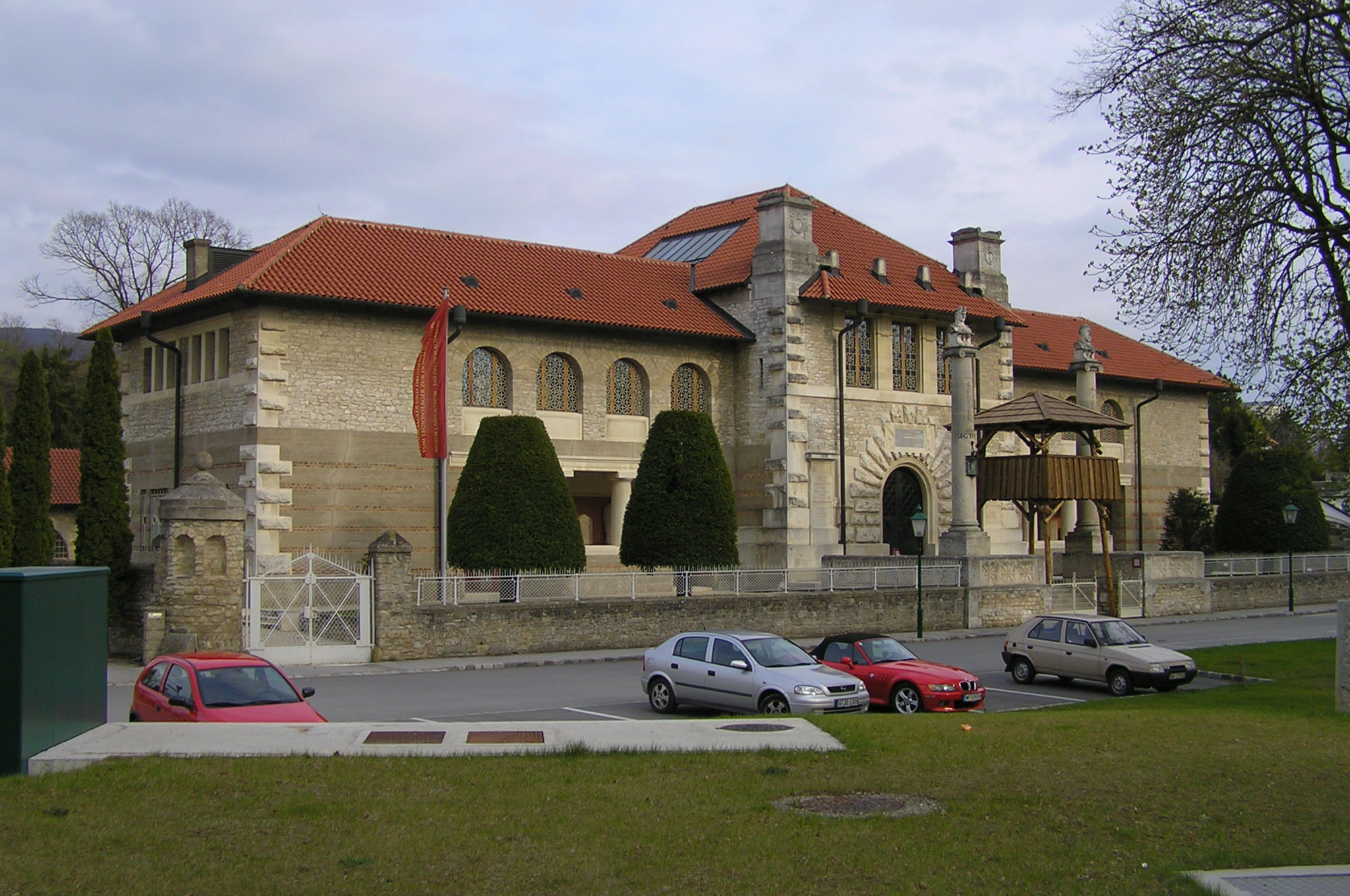
Il museo moderno di Carnuntum in stile "Antica Roma"
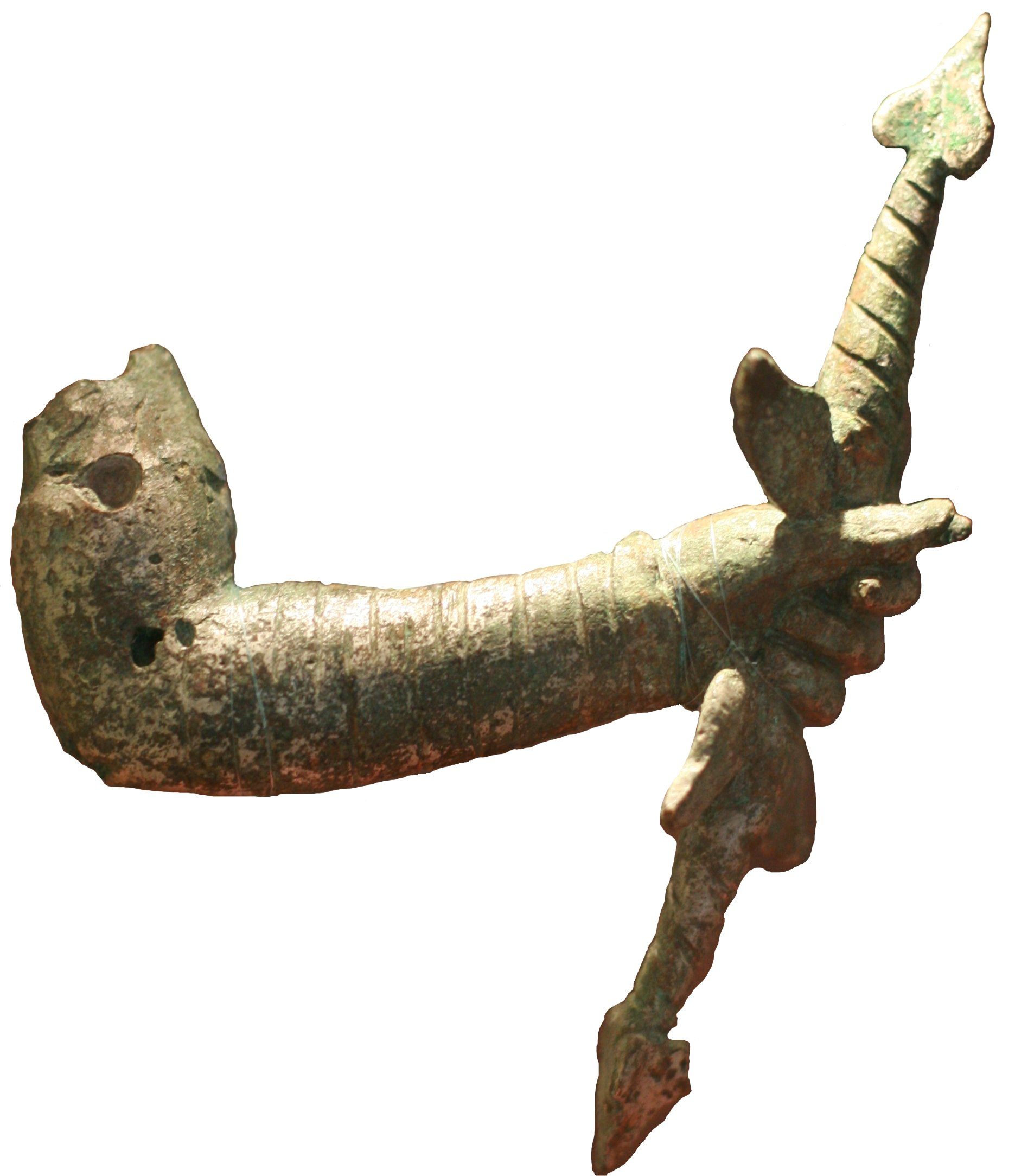
Braccio di una statua rappresentante Giove Dolicheno, oggi presso il museo di Carnuntum.
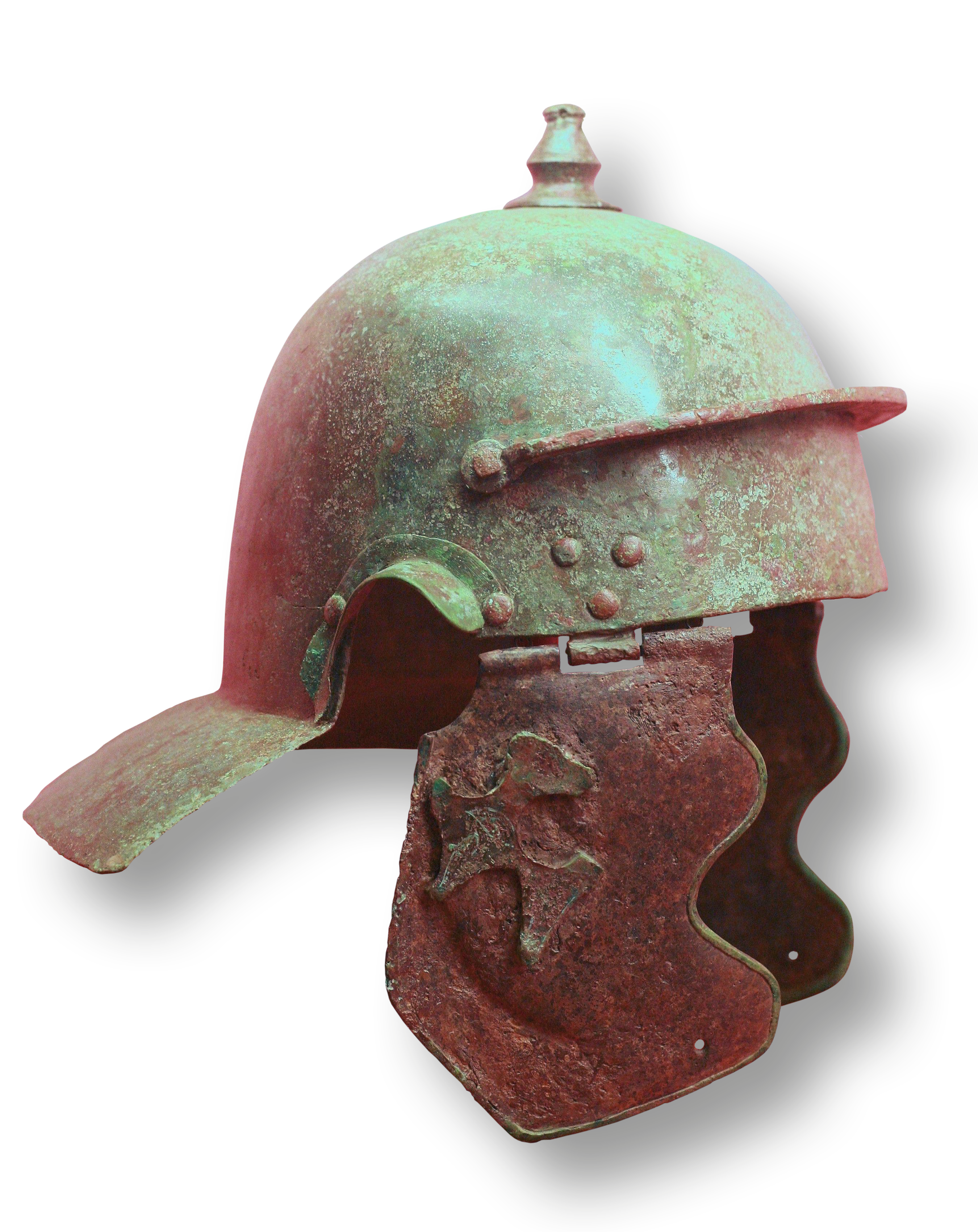
Elmo del tipo di Weissenau presente presso il Museo di Carnuntum.
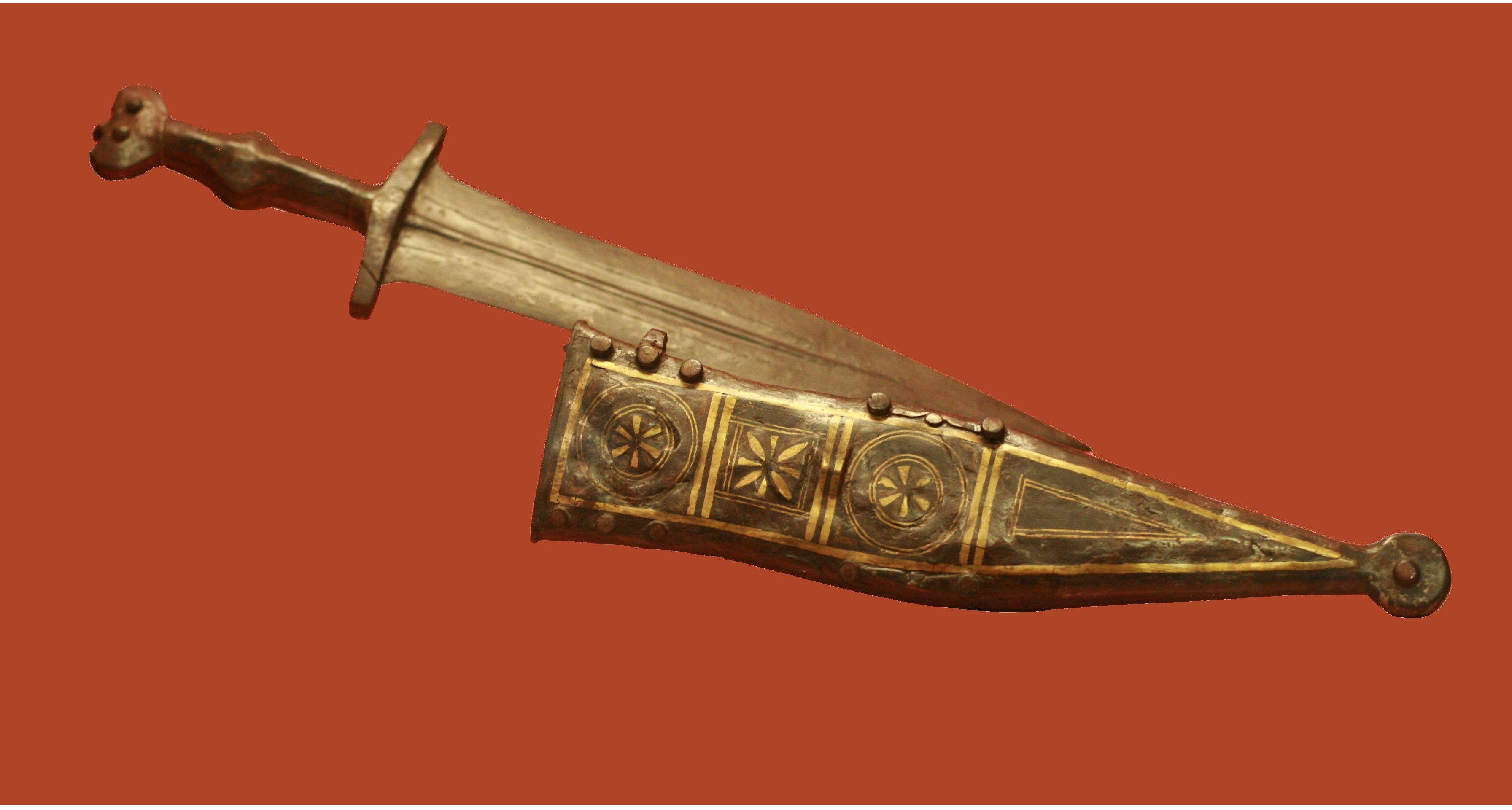
Pugnale di un legionario romano rinvenuto a Carnuntum oggi esposto al Museo.